# Yunnan-Bahn
| Die Wujiazhai-Eisenbahnbrücke, auch „Fischgrätebrücke“ genannt, über dem Nánxī Hé. |                     |                                                                         |                                                                         |
| Streckenlänge: | 855 km              |                                                                         |                                                                         |
| Spurweite: | 1000 mm (Meterspur) |                                                                         |                                                                         |
| |                     |                                                                         |                                                                         |
| \| \| \| von Panzhihua, Normalspur: 1435 mm \| \| \| \| \| Kunming \| \| \| \| \| Kunshi-Bahn von Shizui, letzter Rest der Burma-Bahn \| \| \| \| \| \| \| \| \| 0 \| 昆明北站 (Kunming Bei Zhan) Kunming Nord Panlong (Kūnmíng Běi) \| 1892 m \| \| \| \| \| \| \| \| 5 \| 黑土凹 Heitu’ao, Guandu (Hēitǔ’āo) \| 黑土凹 Heitu’ao, Guandu (Hēitǔ’āo) \| \| \| \| \| \| \| \| \| \| \| \| \| 9 \| 牛街庄 Niujiezhuang, Guandu (Niújiēzhuāng) Güterbahnhof Kunming Ost \| 牛街庄 Niujiezhuang, Guandu (Niújiēzhuāng) Güterbahnhof Kunming Ost \| \| \| \| \| \| \| \| \| nach Kunming Süd/Shanghai \| \| \| \| 12 \| 小喜村 Xiaoxi, Guandu (Xiǎoxǐ Cūn) \| 小喜村 Xiaoxi, Guandu (Xiǎoxǐ Cūn) \| \| \| 16 \| 广卫村 Guangwei, Guandu (Guǎngwèi Cūn) \| 广卫村 Guangwei, Guandu (Guǎngwèi Cūn) \| \| \| 18 \| 跑马山 Paomashan, Guandu (Pǎomǎshān) \| 跑马山 Paomashan, Guandu (Pǎomǎshān) \| \| \| 20 \| 呈贡 Chenggong (Chénggòng) \| 呈贡 Chenggong (Chénggòng) \| \| \| \| \| \| \| \| \| \| \| \| \| 23 \| 王家营 Wangjiaying, Chenggong (Wángjiāyíng) \| 1907 m \| \| \| \| \| \| \| \| \| Industriegebiet, Tanklager, Kupferschmelzwerk \| \| \| \| \| von Kunming \| \| \| \| \| Schnellfahrstrecke von Kunming Süd nach Shanghai \| \| \| \| 30 \| 三家村 Sanjiacun, Chenggong (Sānjiācūn) \| 三家村 Sanjiacun, Chenggong (Sānjiācūn) \| \| \| 36 \| 七甸 Qidian, Chenggong (Qīdián) \| 七甸 Qidian, Chenggong (Qīdián) \| \| \| 38 \| 水塘 Shuitang, Chenggong (Shuǐtáng) \| 2026 m \| \| \| 44 \| 阳宗海 Yangzonghai, Yiliang (Yángzōnghǎi) \| 阳宗海 Yangzonghai, Yiliang (Yángzōnghǎi) \| \| \| \| \| \| \| \| 50 \| 凤鸣村 Fengming, Yiliang (Fèngmíng Cūn) \| 凤鸣村 Fengming, Yiliang (Fèngmíng Cūn) \| \| \| 55 \| 可保村 Kebao, Yiliang (Kěbǎo Cūn) \| 可保村 Kebao, Yiliang (Kěbǎo Cūn) \| \| \| \| zahlreiche Tunnel \| \| \| \| \| (insgesamt 13 Tunnel zwischen Kebao und Yiliang) \| \| \| \| 61 \| 水晶波 Shuijingbo, Yiliang (Shuǐjīngbō) \| 水晶波 Shuijingbo, Yiliang (Shuǐjīngbō) \| \| \| \| zahlreiche Tunnel \| \| \| \| 64 \| 江头村 Jiangtou, Yiliang (Jiāngtóu Cūn) \| 1540 m \| \| \| \| zahlreiche Tunnel \| \| \| \| 70 \| 宜良 Yiliang (Yíliáng) \| 宜良 Yiliang (Yíliáng) \| \| \| 77 \| 羊街子 Yangjiezi, Yiliang (Yángjiēzi) \| 羊街子 Yangjiezi, Yiliang (Yángjiēzi) \| \| \| 84 \| 狗街子 Goujiezi, Yiliang (Gǒujiēzi) \| 狗街子 Goujiezi, Yiliang (Gǒujiēzi) \| \| \| \| mehrere Tunnel \| \| \| \| 97 \| 滴水 Dishui, Yiliang (Dīshuǐ) \| 滴水 Dishui, Yiliang (Dīshuǐ) \| \| \| \| mehrere Tunnel \| \| \| \| 110 \| 徐家渡 Xujiadu, Yiliang (Xújiādù) \| 徐家渡 Xujiadu, Yiliang (Xújiādù) \| \| \| \| mehrere Tunnel \| \| \| \| 124 \| 禄丰村 Lufeng, Huaning (Lùfēng Cūn) \| 禄丰村 Lufeng, Huaning (Lùfēng Cūn) \| \| \| \| mehrere Tunnel \| \| \| \| 136 \| 糯租 Nuozu, Huaning (Nuòzū) \| 糯租 Nuozu, Huaning (Nuòzū) \| \| \| \| mehrere Tunnel \| \| \| \| \| (insgesamt 5 Tunnel zwischen Nuozu und Xi’er) \| \| \| \| 144 \| 大沙田 Dashatian, Huaning (Dàshātián) \| 大沙田 Dashatian, Huaning (Dàshātián) \| \| \| \| mehrere Tunnel \| \| \| \| 153 \| 西洱 Xi’er, Mile (Xī’ěr) \| 1160 m \| \| \| \| zwei Tunnel \| \| \| \| 162 \| 小河口 Xiao Hekou, Mile (Xiǎo Hékǒu) \| 小河口 Xiao Hekou, Mile (Xiǎo Hékǒu) \| \| \| 172 \| 盘溪 Panxi, Huaning (Pánxī) \| 盘溪 Panxi, Huaning (Pánxī) \| \| \| 183 \| 热水塘 Reshuitang, Mile (Rèshuǐtáng) \| 热水塘 Reshuitang, Mile (Rèshuǐtáng) \| \| \| \| \| \| \| \| 193 \| 西扯邑 Xicheyi, Mile (Xīchěyì) \| 西扯邑 Xicheyi, Mile (Xīchěyì) \| \| \| \| zahlreiche Tunnel \| \| \| \| \| (insgesamt 6 Tunnel zwischen Xicheyi und Xunjiansi) \| \| \| \| 202 \| 拉里黑 Lalihei, Mile (Lālǐhēi) \| 拉里黑 Lalihei, Mile (Lālǐhēi) \| \| \| \| zahlreiche Tunnel \| \| \| \| 212 \| 巡检司 Xunjiansi, Mile (Xúnjiǎnsī) \| 巡检司 Xunjiansi, Mile (Xúnjiǎnsī) \| \| \| 223 \| 灯笼山 Denglongshan, Mile (Dēnglóngshān) \| 灯笼山 Denglongshan, Mile (Dēnglóngshān) \| \| \| \| mehrere Tunnel \| \| \| \| 232 \| 小龙潭 Xiaolongtan, Kaiyuan (Xiǎolóngtán) \| 小龙潭 Xiaolongtan, Kaiyuan (Xiǎolóngtán) \| \| \| \| mehrere Tunnel \| \| \| \| \| (insgesamt 4 Tunnel zwischen Xiaolongtan und Kaiyuan) \| \| \| \| 238 \| 打兔寨 Datuzhai, Kaiyuan (Dǎtùzhài) \| 打兔寨 Datuzhai, Kaiyuan (Dǎtùzhài) \| \| \| 243 \| 十里村 Shilicun, Kaiyuan (Shílǐcūn) \| 十里村 Shilicun, Kaiyuan (Shílǐcūn) \| \| \| \| \| \| \| \| \| 开远北 Kaiyuan Nord, Kaiyuan (Kāiyuǎn Běi) Rangierbahnhof, Depot \| \| \| \| \| \| \| \| \| 248 \| 开远 Kaiyuan (Kāiyuǎn) Düngerfabrik \| 开远 Kaiyuan (Kāiyuǎn) Düngerfabrik \| \| \| \| 祥云路 Xiangyun, Kaiyuan (Xiángyúnlù) \| \| \| \| \| 泸江河 Lujianghe, Kaiyuan (Lújiānghé) \| \| \| \| \| 1919广场 1919-Platz, Kaiyuan (1919 Quǎngchǎng) \| \| \| \| \| 七孔桥 Qikong-Brücke, Kaiyuan (Qīkǒng Qiáo) \| \| \| \| \| \| \| \| \| 255 \| 玉林山 Yulinshan, Kaiyuan (Yùlínshān) \| 玉林山 Yulinshan, Kaiyuan (Yùlínshān) \| \| \| \| zwei Tunnel \| \| \| \| \| 南洞 Nandong, Kaiyuan (Nándòng) \| \| \| \| \| drei Tunnel \| \| \| \| \| Militärgelände \| \| \| \| \| zwei Tunnel \| \| \| \| 260 \| 大塔 Data, Kaiyuan (Dàtǎ) \| 1059 m \| \| \| \| mehrere Tunnel \| \| \| \| 268 \| 驻马哨 Zhumashao, Kaiyuan (Zhùmǎshào) \| 驻马哨 Zhumashao, Kaiyuan (Zhùmǎshào) \| \| \| \| mehrere Tunnel \| \| \| \| 275 \| 大庄 Dazhuang, Kaiyuan (Dàzhuāng) \| 大庄 Dazhuang, Kaiyuan (Dàzhuāng) \| \| \| 283 \| 草坝 Caoba, Mengzi (Cǎobà) \| 草坝 Caoba, Mengzi (Cǎobà) \| \| \| \| Caoba–Guanjiashan-Bahn nach Guanjiashan (Zinngrube) \| \| \| \| \| 291 碧色寨 Bisezhai, Mengzi (Bìsèzhài) \| \| \| \| \| \| \| \| \| \| Bahnstrecke Bisezhai–Shiping bis 1970: Spurweite 600 mm, danach 1000 mm \| \| \| \| \| \| \| \| \| \| mehrere Tunnel \| \| \| \| 304 \| 黑龙潭 Heilongtan, Mengzi (Hēilóngtán) \| 1547 m \| \| \| \| Col de Milati-Tunnel \| 1700 m \| \| \| \| \| \| \| \| 316 \| 芷村 Zhicun, Mengzi (Zhǐcūn) (1630) \| 芷村 Zhicun, Mengzi (Zhǐcūn) (1630) \| \| \| 325 \| 落水洞 Luoshuidong, Mengzi (Luòshuǐdòng) \| 1552 m \| \| \| \| mehrere Tunnel \| \| \| \| 337 \| 戈姑 Gegu, Mengzi (Gēgū) \| 1380 m \| \| \| \| mehrere Tunnel \| \| \| \| \| (insgesamt 16 Tunnel) \| \| \| \| 348 \| 倮姑 Luogu, Pingbian (Luǒgū) \| 1166 m \| \| \| \| mehrere Tunnel \| \| \| \| \| (insgesamt 27 Tunnel zwischen Luogu und Boduqing) \| \| \| \| 355 \| 亭塘 Tingtang, Pingbian (Tíngtáng) \| 亭塘 Tingtang, Pingbian (Tíngtáng) \| \| \| \| mehrere Tunnel \| \| \| \| \| Wujiazhai-Eisenbahnbrücke über den Sicha He \| \| \| \| \| Tunnel \| \| \| \| 359 \| 老街子 Laojiezi, Pingbian (Lǎojiēzi) \| 老街子 Laojiezi, Pingbian (Lǎojiēzi) \| \| \| \| mehrere Tunnel \| \| \| \| 362 \| 菠渡箐 Boduqing, Pingbian (Bōdùqìng) \| 915 m \| \| \| \| mehrere Tunnel \| \| \| \| \| (insgesamt 4 Tunnel zwischen Boduqing und Wantang) \| \| \| \| 369 \| 冲庄 Chongzhuang, Pingbian (Chòngzhuāng) \| 冲庄 Chongzhuang, Pingbian (Chòngzhuāng) \| \| \| \| mehrere Tunnel \| \| \| \| 375 \| 湾塘 Wantang, Pingbian (Wāntáng) \| 619 m \| \| \| \| mehrere Tunnel \| \| \| \| \| Baizhai-Brücke über Nebenfluss des Nam-Ti[1] \| \| \| \| 387 \| 白寨 Baizhai, Pingbian (Báizhài) \| 388 m \| \| \| \| mehrere Tunnel \| \| \| \| \| (insgesamt 6 Tunnel zwischen Baizhai und Lahadi) \| \| \| \| 394 \| 白鹤桥 Baiheqiao, Pingbian (Báihèqiáo) \| 白鹤桥 Baiheqiao, Pingbian (Báihèqiáo) \| \| \| \| mehrere Tunnel \| \| \| \| 398 \| 腊哈地 Lahadi, Pingbian (Làhādì) \| 245 m \| \| \| \| \| \| \| \| 413 \| 大树塘 Dashutang, Pingbian (Dàshùtáng) \| 大树塘 Dashutang, Pingbian (Dàshùtáng) \| \| \| 425 \| 老范寨 Laofanzhai, Hekou (Lǎofànzhài) \| 老范寨 Laofanzhai, Hekou (Lǎofànzhài) \| \| \| 439 \| 马街 Majie, Hekou (Mǎjiē) \| 马街 Majie, Hekou (Mǎjiē) \| \| \| 426 \| 南溪 Nanxi, Hekou (Nánxī) \| 南溪 Nanxi, Hekou (Nánxī) \| \| \| 454 \| 蚂蝗堡 Mahuangpu, Hekou (Mǎhuángpù) \| 蚂蝗堡 Mahuangpu, Hekou (Mǎhuángpù) \| \| \| 464 \| 山腰 Shanyao, Hekou (Shānyāo) \| 山腰 Shanyao, Hekou (Shānyāo) \| \| \| \| 河口北 Hékǒu Nord \| \| \| \| \| von Kunming Süd, Normalspur: 1435 mm \| \| \| \| 468 \| 河口 Hékǒu \| 河口 Hékǒu \| \| \| 0 \| Staatsgrenze China–Vietnam, Nanxi He \| Staatsgrenze China–Vietnam, Nanxi He \| \| \| \| Lào Cai \| 88 m \| \| \| \| Pho-Moi \| \| \| \| \| Thai-Nien \| \| \| \| \| Pho-Lu \| \| \| \| \| Thai-Van \| \| \| \| \| Bảo Hà \| \| \| \| \| Lang-Thip \| \| \| \| \| Lang-Key \| \| \| \| \| Trai-Hutt \| \| \| \| \| Dong Cuong \| \| \| \| \| Mo-Ha \| \| \| \| \| Trai-Nhoi \| \| \| \| \| Ngoi-Hop \| \| \| \| \| Dao-Thinh \| \| \| \| \| Co-Phuc \| \| \| \| \| Yên Bái \| \| \| \| \| Van-Phu \| \| \| \| \| Duan-Thuong \| \| \| \| \| Am-Thuong \| \| \| \| \| Cho-Don \| \| \| \| \| Vinh-Chien \| \| \| \| \| Vu-Yen \| \| \| \| \| Than-Bà \| \| \| \| \| Hieu-Lè \| \| \| \| \| Chi-Chu \| \| \| \| \| Phu-Tho \| \| \| \| \| Ha-Thach \| \| \| \| \| Tien-Kien \| \| \| \| \| Phu-Duc \| \| \| \| \| Vietri \| \| \| \| \| Klarer Fluss \| 295 m \| \| \| \| Cai-Hac \| \| \| \| \| Bac-Hat \| \| \| \| \| Huong-Lai \| \| \| \| \| Cho-Coi \| \| \| \| \| Vinh-Yen \| \| \| \| \| Huong-Canh \| \| \| \| \| Thap-Mieu \| \| \| \| \| Thach-Loi \| \| \| \| \| nach Văn Điển (Umgehungsbahn Hanoi)[2] \| \| \| \| \| Roter Fluss \| \| \| \| \| Ha Dong \| \| \| \| \| Bắc Hồng \| \| \| \| \| Beginn Dreischienengleis \| \| \| \| \| nach Quán Triều, Dreischienengleis \| \| \| \| \| Đông Anh \| \| \| \| \| Duc Noi \| \| \| \| \| Xuan-Kieu \| \| \| \| \| nach Đồng Đăng, Dreischienengleis \| \| \| \| \| Yen Vien \| \| \| \| \| \| \| \| \| \| Gia Lâm \| \| \| \| \| Ende Dreischienengleis \| \| \| \| \| Long-Biên-Brücke \| \| \| \| \| Long Biên \| \| \| \| \| Hà Nội \| \| \| \| \| nach Ho-Chi-Minh-Stadt \| \| \| \| \| \| \| \| \| \| Co-Bi \| \| \| \| \| Phu-Thuy \| \| \| \| \| Nhu-Ouynh \| \| \| \| \| Dinh-Du \| \| \| \| \| Lac-Dao \| \| \| \| \| Dong-Xà \| \| \| \| \| Xuan-Dao \| \| \| \| \| Cam-Giang \| \| \| \| \| Schmalspurbahn nach Phu-Ninh-Giang \| \| \| \| \| An-Dien \| \| \| \| \| Cao-Xa \| \| \| \| \| Thai Binh \| 380 m \| \| \| \| Hai-Duong \| \| \| \| \| Tien-Trung \| \| \| \| \| Song-Lai-Vu \| 120 m \| \| \| \| Lai-Khé \| \| \| \| \| Pham-Xa \| \| \| \| \| Cho-Gioi \| \| \| \| \| Phu-Thai \| \| \| \| \| Cho-Phi \| \| \| \| \| Du Nghia \| \| \| \| \| Cho-Ho \| \| \| \| \| Vat-Cach-Thuong \| \| \| \| \| Thuong-Ly \| \| \| \| \| Hải Phòng-Markt \| \| \| \| \| Som-Tam-Bac \| 90 m \| \| \| \| Hải Phòng \| \| \| \| \| Hải Phòng-Hafen \| \| |                     |                                                                         |                                                                         |
| Strecke von links |                     | von Panzhihua, Normalspur: 1435 mm                                      | von Panzhihua, Normalspur: 1435 mm                                      |
| Bahnhof |                     | Kunming                                                                 | Kunming                                                                 |
| Strecke · Strecke von links (außer Betrieb) |                     | Kunshi-Bahn von Shizui, letzter Rest der Burma-Bahn                     | Kunshi-Bahn von Shizui, letzter Rest der Burma-Bahn                     |
| |                     |                                                                         |                                                                         |
| Strecke · Bahnhof (Strecke außer Betrieb) | 0                   | 昆明北站 (Kunming Bei Zhan) Kunming Nord Panlong (Kūnmíng Běi)          | 1892 m                                                                  |
| |                     |                                                                         |                                                                         |
| Strecke · Bahnhof (Strecke außer Betrieb) | 5                   | 黑土凹 Heitu’ao, Guandu (Hēitǔ’āo)                                      | 黑土凹 Heitu’ao, Guandu (Hēitǔ’āo)                                      |
| Strecke nach links · Kreuzung geradeaus unten (Strecke geradeaus außer Betrieb) · Strecke von rechts |                     |                                                                         |                                                                         |
| |                     |                                                                         |                                                                         |
| Bahnhof (Strecke außer Betrieb) · Dienststation / Betriebs- oder Güterbahnhof | 9                   | 牛街庄 Niujiezhuang, Guandu (Niújiēzhuāng) Güterbahnhof Kunming Ost     | 牛街庄 Niujiezhuang, Guandu (Niújiēzhuāng) Güterbahnhof Kunming Ost     |
| |                     |                                                                         |                                                                         |
| Strecke (außer Betrieb) · Strecke nach links |                     | nach Kunming Süd/Shanghai                                               | nach Kunming Süd/Shanghai                                               |
| Bahnhof (Strecke außer Betrieb) | 12                  | 小喜村 Xiaoxi, Guandu (Xiǎoxǐ Cūn)                                      | 小喜村 Xiaoxi, Guandu (Xiǎoxǐ Cūn)                                      |
| Bahnhof (Strecke außer Betrieb) | 16                  | 广卫村 Guangwei, Guandu (Guǎngwèi Cūn)                                  | 广卫村 Guangwei, Guandu (Guǎngwèi Cūn)                                  |
| Bahnhof (Strecke außer Betrieb) | 18                  | 跑马山 Paomashan, Guandu (Pǎomǎshān)                                    | 跑马山 Paomashan, Guandu (Pǎomǎshān)                                    |
| Bahnhof (Strecke außer Betrieb) | 20                  | 呈贡 Chenggong (Chénggòng)                                              | 呈贡 Chenggong (Chénggòng)                                              |
| Abzweig ehemals geradeaus und von links · Strecke von rechts |                     |                                                                         |                                                                         |
| |                     |                                                                         |                                                                         |
| ehemaliger Bahnhof · Strecke | 23                  | 王家营 Wangjiaying, Chenggong (Wángjiāyíng)                             | 1907 m                                                                  |
| |                     |                                                                         |                                                                         |
| Abzweig geradeaus und nach links · Abzweig quer, nach links und nach rechts |                     | Industriegebiet, Tanklager, Kupferschmelzwerk                           | Industriegebiet, Tanklager, Kupferschmelzwerk                           |
| Strecke · Strecke von links |                     | von Kunming                                                             | von Kunming                                                             |
| Bahnhof quer · Kreuzung geradeaus unten · Abzweig quer, nach links und nach rechts |                     | Schnellfahrstrecke von Kunming Süd nach Shanghai                        | Schnellfahrstrecke von Kunming Süd nach Shanghai                        |
| ehemaliger Bahnhof | 30                  | 三家村 Sanjiacun, Chenggong (Sānjiācūn)                                 | 三家村 Sanjiacun, Chenggong (Sānjiācūn)                                 |
| ehemaliger Bahnhof | 36                  | 七甸 Qidian, Chenggong (Qīdián)                                         | 七甸 Qidian, Chenggong (Qīdián)                                         |
| ehemaliger Bahnhof | 38                  | 水塘 Shuitang, Chenggong (Shuǐtáng)                                     | 2026 m                                                                  |
| ehemaliger Bahnhof | 44                  | 阳宗海 Yangzonghai, Yiliang (Yángzōnghǎi)                               | 阳宗海 Yangzonghai, Yiliang (Yángzōnghǎi)                               |
| Tunnel |                     |                                                                         |                                                                         |
| ehemaliger Bahnhof | 50                  | 凤鸣村 Fengming, Yiliang (Fèngmíng Cūn)                                 | 凤鸣村 Fengming, Yiliang (Fèngmíng Cūn)                                 |
| ehemaliger Bahnhof | 55                  | 可保村 Kebao, Yiliang (Kěbǎo Cūn)                                       | 可保村 Kebao, Yiliang (Kěbǎo Cūn)                                       |
| Tunnel |                     | zahlreiche Tunnel                                                       | zahlreiche Tunnel                                                       |
| Tunnel |                     | (insgesamt 13 Tunnel zwischen Kebao und Yiliang)                        | (insgesamt 13 Tunnel zwischen Kebao und Yiliang)                        |
| ehemaliger Bahnhof | 61                  | 水晶波 Shuijingbo, Yiliang (Shuǐjīngbō)                                 | 水晶波 Shuijingbo, Yiliang (Shuǐjīngbō)                                 |
| Tunnel |                     | zahlreiche Tunnel                                                       | zahlreiche Tunnel                                                       |
| ehemaliger Bahnhof | 64                  | 江头村 Jiangtou, Yiliang (Jiāngtóu Cūn)                                 | 1540 m                                                                  |
| Tunnel |                     | zahlreiche Tunnel                                                       | zahlreiche Tunnel                                                       |
| ehemaliger Bahnhof | 70                  | 宜良 Yiliang (Yíliáng)                                                  | 宜良 Yiliang (Yíliáng)                                                  |
| ehemaliger Bahnhof | 77                  | 羊街子 Yangjiezi, Yiliang (Yángjiēzi)                                   | 羊街子 Yangjiezi, Yiliang (Yángjiēzi)                                   |
| ehemaliger Bahnhof | 84                  | 狗街子 Goujiezi, Yiliang (Gǒujiēzi)                                     | 狗街子 Goujiezi, Yiliang (Gǒujiēzi)                                     |
| Tunnel |                     | mehrere Tunnel                                                          | mehrere Tunnel                                                          |
| ehemaliger Bahnhof | 97                  | 滴水 Dishui, Yiliang (Dīshuǐ)                                           | 滴水 Dishui, Yiliang (Dīshuǐ)                                           |
| Tunnel |                     | mehrere Tunnel                                                          | mehrere Tunnel                                                          |
| ehemaliger Bahnhof | 110                 | 徐家渡 Xujiadu, Yiliang (Xújiādù)                                       | 徐家渡 Xujiadu, Yiliang (Xújiādù)                                       |
| Tunnel |                     | mehrere Tunnel                                                          | mehrere Tunnel                                                          |
| ehemaliger Bahnhof | 124                 | 禄丰村 Lufeng, Huaning (Lùfēng Cūn)                                     | 禄丰村 Lufeng, Huaning (Lùfēng Cūn)                                     |
| Tunnel |                     | mehrere Tunnel                                                          | mehrere Tunnel                                                          |
| ehemaliger Bahnhof | 136                 | 糯租 Nuozu, Huaning (Nuòzū)                                             | 糯租 Nuozu, Huaning (Nuòzū)                                             |
| Tunnel |                     | mehrere Tunnel                                                          | mehrere Tunnel                                                          |
| Tunnel |                     | (insgesamt 5 Tunnel zwischen Nuozu und Xi’er)                           | (insgesamt 5 Tunnel zwischen Nuozu und Xi’er)                           |
| ehemaliger Bahnhof | 144                 | 大沙田 Dashatian, Huaning (Dàshātián)                                   | 大沙田 Dashatian, Huaning (Dàshātián)                                   |
| Tunnel |                     | mehrere Tunnel                                                          | mehrere Tunnel                                                          |
| ehemaliger Bahnhof | 153                 | 西洱 Xi’er, Mile (Xī’ěr)                                                | 1160 m                                                                  |
| Tunnel |                     | zwei Tunnel                                                             | zwei Tunnel                                                             |
| ehemaliger Bahnhof | 162                 | 小河口 Xiao Hekou, Mile (Xiǎo Hékǒu)                                    | 小河口 Xiao Hekou, Mile (Xiǎo Hékǒu)                                    |
| ehemaliger Bahnhof | 172                 | 盘溪 Panxi, Huaning (Pánxī)                                             | 盘溪 Panxi, Huaning (Pánxī)                                             |
| ehemaliger Bahnhof | 183                 | 热水塘 Reshuitang, Mile (Rèshuǐtáng)                                    | 热水塘 Reshuitang, Mile (Rèshuǐtáng)                                    |
| Tunnel |                     |                                                                         |                                                                         |
| ehemaliger Bahnhof | 193                 | 西扯邑 Xicheyi, Mile (Xīchěyì)                                          | 西扯邑 Xicheyi, Mile (Xīchěyì)                                          |
| Tunnel |                     | zahlreiche Tunnel                                                       | zahlreiche Tunnel                                                       |
| Tunnel |                     | (insgesamt 6 Tunnel zwischen Xicheyi und Xunjiansi)                     | (insgesamt 6 Tunnel zwischen Xicheyi und Xunjiansi)                     |
| ehemaliger Bahnhof | 202                 | 拉里黑 Lalihei, Mile (Lālǐhēi)                                          | 拉里黑 Lalihei, Mile (Lālǐhēi)                                          |
| Tunnel |                     | zahlreiche Tunnel                                                       | zahlreiche Tunnel                                                       |
| ehemaliger Bahnhof | 212                 | 巡检司 Xunjiansi, Mile (Xúnjiǎnsī)                                      | 巡检司 Xunjiansi, Mile (Xúnjiǎnsī)                                      |
| ehemaliger Bahnhof | 223                 | 灯笼山 Denglongshan, Mile (Dēnglóngshān)                                | 灯笼山 Denglongshan, Mile (Dēnglóngshān)                                |
| Tunnel |                     | mehrere Tunnel                                                          | mehrere Tunnel                                                          |
| ehemaliger Bahnhof | 232                 | 小龙潭 Xiaolongtan, Kaiyuan (Xiǎolóngtán)                               | 小龙潭 Xiaolongtan, Kaiyuan (Xiǎolóngtán)                               |
| Tunnel |                     | mehrere Tunnel                                                          | mehrere Tunnel                                                          |
| Tunnel |                     | (insgesamt 4 Tunnel zwischen Xiaolongtan und Kaiyuan)                   | (insgesamt 4 Tunnel zwischen Xiaolongtan und Kaiyuan)                   |
| ehemaliger Bahnhof | 238                 | 打兔寨 Datuzhai, Kaiyuan (Dǎtùzhài)                                     | 打兔寨 Datuzhai, Kaiyuan (Dǎtùzhài)                                     |
| ehemaliger Bahnhof | 243                 | 十里村 Shilicun, Kaiyuan (Shílǐcūn)                                     | 十里村 Shilicun, Kaiyuan (Shílǐcūn)                                     |
| |                     |                                                                         |                                                                         |
| Bahnhof |                     | 开远北 Kaiyuan Nord, Kaiyuan (Kāiyuǎn Běi) Rangierbahnhof, Depot        | 开远北 Kaiyuan Nord, Kaiyuan (Kāiyuǎn Běi) Rangierbahnhof, Depot        |
| |                     |                                                                         |                                                                         |
| Bahnhof | 248                 | 开远 Kaiyuan (Kāiyuǎn) Düngerfabrik                                     | 开远 Kaiyuan (Kāiyuǎn) Düngerfabrik                                     |
| Haltepunkt / Haltestelle |                     | 祥云路 Xiangyun, Kaiyuan (Xiángyúnlù)                                   | 祥云路 Xiangyun, Kaiyuan (Xiángyúnlù)                                   |
| Haltepunkt / Haltestelle |                     | 泸江河 Lujianghe, Kaiyuan (Lújiānghé)                                   | 泸江河 Lujianghe, Kaiyuan (Lújiānghé)                                   |
| Haltepunkt / Haltestelle |                     | 1919广场 1919-Platz, Kaiyuan (1919 Quǎngchǎng)                          | 1919广场 1919-Platz, Kaiyuan (1919 Quǎngchǎng)                          |
| Haltepunkt / Haltestelle |                     | 七孔桥 Qikong-Brücke, Kaiyuan (Qīkǒng Qiáo)                             | 七孔桥 Qikong-Brücke, Kaiyuan (Qīkǒng Qiáo)                             |
| Brücke |                     |                                                                         |                                                                         |
| Bahnhof | 255                 | 玉林山 Yulinshan, Kaiyuan (Yùlínshān)                                   | 玉林山 Yulinshan, Kaiyuan (Yùlínshān)                                   |
| Tunnel |                     | zwei Tunnel                                                             | zwei Tunnel                                                             |
| Haltepunkt / Haltestelle |                     | 南洞 Nandong, Kaiyuan (Nándòng)                                         | 南洞 Nandong, Kaiyuan (Nándòng)                                         |
| Tunnel |                     | drei Tunnel                                                             | drei Tunnel                                                             |
| Dienststation / Betriebs- oder Güterbahnhof |                     | Militärgelände                                                          | Militärgelände                                                          |
| Tunnel |                     | zwei Tunnel                                                             | zwei Tunnel                                                             |
| Bahnhof | 260                 | 大塔 Data, Kaiyuan (Dàtǎ)                                               | 1059 m                                                                  |
| Tunnel |                     | mehrere Tunnel                                                          | mehrere Tunnel                                                          |
| ehemaliger Bahnhof | 268                 | 驻马哨 Zhumashao, Kaiyuan (Zhùmǎshào)                                   | 驻马哨 Zhumashao, Kaiyuan (Zhùmǎshào)                                   |
| Tunnel |                     | mehrere Tunnel                                                          | mehrere Tunnel                                                          |
| ehemaliger Bahnhof | 275                 | 大庄 Dazhuang, Kaiyuan (Dàzhuāng)                                       | 大庄 Dazhuang, Kaiyuan (Dàzhuāng)                                       |
| ehemaliger Bahnhof | 283                 | 草坝 Caoba, Mengzi (Cǎobà)                                              | 草坝 Caoba, Mengzi (Cǎobà)                                              |
| Abzweig geradeaus und ehemals nach rechts |                     | Caoba–Guanjiashan-Bahn nach Guanjiashan (Zinngrube)                     | Caoba–Guanjiashan-Bahn nach Guanjiashan (Zinngrube)                     |
| ehemaliger Bahnhof |                     | 291 碧色寨 Bisezhai, Mengzi (Bìsèzhài)                                  | 291 碧色寨 Bisezhai, Mengzi (Bìsèzhài)                                  |
| |                     |                                                                         |                                                                         |
| Abzweig geradeaus und ehemals nach rechts |                     | Bahnstrecke Bisezhai–Shiping bis 1970: Spurweite 600 mm, danach 1000 mm | Bahnstrecke Bisezhai–Shiping bis 1970: Spurweite 600 mm, danach 1000 mm |
| |                     |                                                                         |                                                                         |
| Tunnel |                     | mehrere Tunnel                                                          | mehrere Tunnel                                                          |
| ehemaliger Bahnhof | 304                 | 黑龙潭 Heilongtan, Mengzi (Hēilóngtán)                                  | 1547 m                                                                  |
| Tunnel |                     | Col de Milati-Tunnel                                                    | 1700 m                                                                  |
| Tunnel |                     |                                                                         |                                                                         |
| ehemaliger Bahnhof | 316                 | 芷村 Zhicun, Mengzi (Zhǐcūn) (1630)                                     | 芷村 Zhicun, Mengzi (Zhǐcūn) (1630)                                     |
| ehemaliger Bahnhof | 325                 | 落水洞 Luoshuidong, Mengzi (Luòshuǐdòng)                                | 1552 m                                                                  |
| Tunnel |                     | mehrere Tunnel                                                          | mehrere Tunnel                                                          |
| ehemaliger Bahnhof | 337                 | 戈姑 Gegu, Mengzi (Gēgū)                                                | 1380 m                                                                  |
| Tunnel |                     | mehrere Tunnel                                                          | mehrere Tunnel                                                          |
| Tunnel |                     | (insgesamt 16 Tunnel)                                                   | (insgesamt 16 Tunnel)                                                   |
| ehemaliger Bahnhof | 348                 | 倮姑 Luogu, Pingbian (Luǒgū)                                            | 1166 m                                                                  |
| Tunnel |                     | mehrere Tunnel                                                          | mehrere Tunnel                                                          |
| Tunnel |                     | (insgesamt 27 Tunnel zwischen Luogu und Boduqing)                       | (insgesamt 27 Tunnel zwischen Luogu und Boduqing)                       |
| ehemaliger Bahnhof | 355                 | 亭塘 Tingtang, Pingbian (Tíngtáng)                                      | 亭塘 Tingtang, Pingbian (Tíngtáng)                                      |
| Tunnel |                     | mehrere Tunnel                                                          | mehrere Tunnel                                                          |
| Brücke über Wasserlauf |                     | Wujiazhai-Eisenbahnbrücke über den Sicha He                             | Wujiazhai-Eisenbahnbrücke über den Sicha He                             |
| Tunnel |                     | Tunnel                                                                  | Tunnel                                                                  |
| ehemaliger Bahnhof | 359                 | 老街子 Laojiezi, Pingbian (Lǎojiēzi)                                    | 老街子 Laojiezi, Pingbian (Lǎojiēzi)                                    |
| Tunnel |                     | mehrere Tunnel                                                          | mehrere Tunnel                                                          |
| ehemaliger Bahnhof | 362                 | 菠渡箐 Boduqing, Pingbian (Bōdùqìng)                                    | 915 m                                                                   |
| Tunnel |                     | mehrere Tunnel                                                          | mehrere Tunnel                                                          |
| Tunnel |                     | (insgesamt 4 Tunnel zwischen Boduqing und Wantang)                      | (insgesamt 4 Tunnel zwischen Boduqing und Wantang)                      |
| ehemaliger Bahnhof | 369                 | 冲庄 Chongzhuang, Pingbian (Chòngzhuāng)                                | 冲庄 Chongzhuang, Pingbian (Chòngzhuāng)                                |
| Tunnel |                     | mehrere Tunnel                                                          | mehrere Tunnel                                                          |
| ehemaliger Bahnhof | 375                 | 湾塘 Wantang, Pingbian (Wāntáng)                                        | 619 m                                                                   |
| Tunnel |                     | mehrere Tunnel                                                          | mehrere Tunnel                                                          |
| Brücke über Wasserlauf |                     | Baizhai-Brücke über Nebenfluss des Nam-Ti                               | Baizhai-Brücke über Nebenfluss des Nam-Ti                               |
| ehemaliger Bahnhof | 387                 | 白寨 Baizhai, Pingbian (Báizhài)                                        | 388 m                                                                   |
| Tunnel |                     | mehrere Tunnel                                                          | mehrere Tunnel                                                          |
| Tunnel |                     | (insgesamt 6 Tunnel zwischen Baizhai und Lahadi)                        | (insgesamt 6 Tunnel zwischen Baizhai und Lahadi)                        |
| ehemaliger Bahnhof | 394                 | 白鹤桥 Baiheqiao, Pingbian (Báihèqiáo)                                  | 白鹤桥 Baiheqiao, Pingbian (Báihèqiáo)                                  |
| Tunnel |                     | mehrere Tunnel                                                          | mehrere Tunnel                                                          |
| ehemaliger Bahnhof | 398                 | 腊哈地 Lahadi, Pingbian (Làhādì)                                        | 245 m                                                                   |
| Tunnel |                     |                                                                         |                                                                         |
| ehemaliger Bahnhof | 413                 | 大树塘 Dashutang, Pingbian (Dàshùtáng)                                  | 大树塘 Dashutang, Pingbian (Dàshùtáng)                                  |
| ehemaliger Bahnhof | 425                 | 老范寨 Laofanzhai, Hekou (Lǎofànzhài)                                   | 老范寨 Laofanzhai, Hekou (Lǎofànzhài)                                   |
| ehemaliger Bahnhof | 439                 | 马街 Majie, Hekou (Mǎjiē)                                               | 马街 Majie, Hekou (Mǎjiē)                                               |
| ehemaliger Bahnhof | 426                 | 南溪 Nanxi, Hekou (Nánxī)                                               | 南溪 Nanxi, Hekou (Nánxī)                                               |
| ehemaliger Bahnhof | 454                 | 蚂蝗堡 Mahuangpu, Hekou (Mǎhuángpù)                                     | 蚂蝗堡 Mahuangpu, Hekou (Mǎhuángpù)                                     |
| ehemaliger Bahnhof | 464                 | 山腰 Shanyao, Hekou (Shānyāo)                                           | 山腰 Shanyao, Hekou (Shānyāo)                                           |
| Kopfbahnhof Streckenanfang und quer · Abzweig geradeaus und von rechts |                     | 河口北 Hékǒu Nord                                                       | 河口北 Hékǒu Nord                                                       |
| Kopfbahnhof Streckenende und quer · Strecke |                     | von Kunming Süd, Normalspur: 1435 mm                                    | von Kunming Süd, Normalspur: 1435 mm                                    |
| ehemaliger Bahnhof | 468                 | 河口 Hékǒu                                                              | 河口 Hékǒu                                                              |
| Grenze auf Brücke über Wasserlauf | 0                   | Staatsgrenze China–Vietnam, Nanxi He                                    | Staatsgrenze China–Vietnam, Nanxi He                                    |
| Bahnhof |                     | Lào Cai                                                                 | 88 m                                                                    |
| Bahnhof |                     | Pho-Moi                                                                 | Pho-Moi                                                                 |
| Bahnhof |                     | Thai-Nien                                                               | Thai-Nien                                                               |
| Bahnhof |                     | Pho-Lu                                                                  | Pho-Lu                                                                  |
| Bahnhof |                     | Thai-Van                                                                | Thai-Van                                                                |
| Bahnhof |                     | Bảo Hà                                                                  | Bảo Hà                                                                  |
| Haltepunkt / Haltestelle |                     | Lang-Thip                                                               | Lang-Thip                                                               |
| Bahnhof |                     | Lang-Key                                                                | Lang-Key                                                                |
| Bahnhof |                     | Trai-Hutt                                                               | Trai-Hutt                                                               |
| Haltepunkt / Haltestelle |                     | Dong Cuong                                                              | Dong Cuong                                                              |
| Bahnhof |                     | Mo-Ha                                                                   | Mo-Ha                                                                   |
| Bahnhof |                     | Trai-Nhoi                                                               | Trai-Nhoi                                                               |
| Bahnhof |                     | Ngoi-Hop                                                                | Ngoi-Hop                                                                |
| Haltepunkt / Haltestelle |                     | Dao-Thinh                                                               | Dao-Thinh                                                               |
| Bahnhof |                     | Co-Phuc                                                                 | Co-Phuc                                                                 |
| Bahnhof |                     | Yên Bái                                                                 | Yên Bái                                                                 |
| Bahnhof |                     | Van-Phu                                                                 | Van-Phu                                                                 |
| Bahnhof |                     | Duan-Thuong                                                             | Duan-Thuong                                                             |
| Bahnhof |                     | Am-Thuong                                                               | Am-Thuong                                                               |
| Haltepunkt / Haltestelle |                     | Cho-Don                                                                 | Cho-Don                                                                 |
| Bahnhof |                     | Vinh-Chien                                                              | Vinh-Chien                                                              |
| Haltepunkt / Haltestelle |                     | Vu-Yen                                                                  | Vu-Yen                                                                  |
| Bahnhof |                     | Than-Bà                                                                 | Than-Bà                                                                 |
| Haltepunkt / Haltestelle |                     | Hieu-Lè                                                                 | Hieu-Lè                                                                 |
| Bahnhof |                     | Chi-Chu                                                                 | Chi-Chu                                                                 |
| Bahnhof |                     | Phu-Tho                                                                 | Phu-Tho                                                                 |
| Haltepunkt / Haltestelle |                     | Ha-Thach                                                                | Ha-Thach                                                                |
| Bahnhof |                     | Tien-Kien                                                               | Tien-Kien                                                               |
| Bahnhof |                     | Phu-Duc                                                                 | Phu-Duc                                                                 |
| Bahnhof |                     | Vietri                                                                  | Vietri                                                                  |
| Brücke über Wasserlauf |                     | Klarer Fluss                                                            | 295 m                                                                   |
| Haltepunkt / Haltestelle |                     | Cai-Hac                                                                 | Cai-Hac                                                                 |
| Bahnhof |                     | Bac-Hat                                                                 | Bac-Hat                                                                 |
| Bahnhof |                     | Huong-Lai                                                               | Huong-Lai                                                               |
| Haltepunkt / Haltestelle |                     | Cho-Coi                                                                 | Cho-Coi                                                                 |
| Bahnhof |                     | Vinh-Yen                                                                | Vinh-Yen                                                                |
| Bahnhof |                     | Huong-Canh                                                              | Huong-Canh                                                              |
| Bahnhof |                     | Thap-Mieu                                                               | Thap-Mieu                                                               |
| Bahnhof |                     | Thach-Loi                                                               | Thach-Loi                                                               |
| Strecke von links · Abzweig geradeaus, nach rechts und von rechts |                     | nach Văn Điển (Umgehungsbahn Hanoi)                                     | nach Văn Điển (Umgehungsbahn Hanoi)                                     |
| Brücke über Wasserlauf · Strecke |                     | Roter Fluss                                                             | Roter Fluss                                                             |
| Kopfbahnhof Strecke ab hier außer Betrieb · Strecke |                     | Ha Dong                                                                 | Ha Dong                                                                 |
| Bahnhof |                     | Bắc Hồng                                                                | Bắc Hồng                                                                |
| ehemalige Grenze |                     | Beginn Dreischienengleis                                                | Beginn Dreischienengleis                                                |
| Abzweig geradeaus und von links |                     | nach Quán Triều, Dreischienengleis                                      | nach Quán Triều, Dreischienengleis                                      |
| Bahnhof |                     | Đông Anh                                                                | Đông Anh                                                                |
| Bahnhof |                     | Duc Noi                                                                 | Duc Noi                                                                 |
| Bahnhof |                     | Xuan-Kieu                                                               | Xuan-Kieu                                                               |
| Abzweig geradeaus und von links |                     | nach Đồng Đăng, Dreischienengleis                                       | nach Đồng Đăng, Dreischienengleis                                       |
| Bahnhof |                     | Yen Vien                                                                | Yen Vien                                                                |
| Abzweig geradeaus, nach links und von links · Strecke von rechts |                     |                                                                         |                                                                         |
| Bahnhof · Strecke |                     | Gia Lâm                                                                 | Gia Lâm                                                                 |
| Grenze · Strecke |                     | Ende Dreischienengleis                                                  | Ende Dreischienengleis                                                  |
| Brücke über Wasserlauf · Strecke |                     | Long-Biên-Brücke                                                        | Long-Biên-Brücke                                                        |
| Haltepunkt / Haltestelle · Strecke |                     | Long Biên                                                               | Long Biên                                                               |
| Bahnhof · Strecke |                     | Hà Nội                                                                  | Hà Nội                                                                  |
| Strecke nach rechts · Strecke |                     | nach Ho-Chi-Minh-Stadt                                                  | nach Ho-Chi-Minh-Stadt                                                  |
| Strecke von links · Strecke nach rechts |                     |                                                                         |                                                                         |
| Bahnhof |                     | Co-Bi                                                                   | Co-Bi                                                                   |
| Bahnhof |                     | Phu-Thuy                                                                | Phu-Thuy                                                                |
| Haltepunkt / Haltestelle |                     | Nhu-Ouynh                                                               | Nhu-Ouynh                                                               |
| Bahnhof |                     | Dinh-Du                                                                 | Dinh-Du                                                                 |
| Bahnhof |                     | Lac-Dao                                                                 | Lac-Dao                                                                 |
| Bahnhof |                     | Dong-Xà                                                                 | Dong-Xà                                                                 |
| Bahnhof |                     | Xuan-Dao                                                                | Xuan-Dao                                                                |
| Kopfbahnhof Streckenanfang · Bahnhof |                     | Cam-Giang                                                               | Cam-Giang                                                               |
| Strecke nach rechts · Bahnhof |                     | Schmalspurbahn nach Phu-Ninh-Giang                                      | Schmalspurbahn nach Phu-Ninh-Giang                                      |
| Bahnhof |                     | An-Dien                                                                 | An-Dien                                                                 |
| Bahnhof |                     | Cao-Xa                                                                  | Cao-Xa                                                                  |
| Brücke über Wasserlauf |                     | Thai Binh                                                               | 380 m                                                                   |
| Bahnhof |                     | Hai-Duong                                                               | Hai-Duong                                                               |
| Bahnhof |                     | Tien-Trung                                                              | Tien-Trung                                                              |
| Brücke über Wasserlauf |                     | Song-Lai-Vu                                                             | 120 m                                                                   |
| Bahnhof |                     | Lai-Khé                                                                 | Lai-Khé                                                                 |
| Bahnhof |                     | Pham-Xa                                                                 | Pham-Xa                                                                 |
| Haltepunkt / Haltestelle |                     | Cho-Gioi                                                                | Cho-Gioi                                                                |
| Bahnhof |                     | Phu-Thai                                                                | Phu-Thai                                                                |
| Haltepunkt / Haltestelle |                     | Cho-Phi                                                                 | Cho-Phi                                                                 |
| Bahnhof |                     | Du Nghia                                                                | Du Nghia                                                                |
| Haltepunkt / Haltestelle |                     | Cho-Ho                                                                  | Cho-Ho                                                                  |
| Bahnhof |                     | Vat-Cach-Thuong                                                         | Vat-Cach-Thuong                                                         |
| Bahnhof |                     | Thuong-Ly                                                               | Thuong-Ly                                                               |
| Bahnhof |                     | Hải Phòng-Markt                                                         | Hải Phòng-Markt                                                         |
| Brücke über Wasserlauf |                     | Som-Tam-Bac                                                             | 90 m                                                                    |
| Bahnhof |                     | Hải Phòng                                                               | Hải Phòng                                                               |
| Betriebs-/Güterbahnhof Streckenende |                     | Hải Phòng-Hafen                                                         | Hải Phòng-Hafen                                                         |

Die Yunnan-Bahn (auch:  Yünnan-Bahn, französisch: Le chemin de fer du Yunnan, chinesisch 滇越鐵路 / 滇越铁路, Pinyin Diān-Yuè Tiělù, vietnamesisch Tuyến đường sắt Hải Phòng – Vân Nam) ist eine meterspurige Eisenbahnstrecke, die die Hafenstadt Hải Phòng in Vietnam, mit Kunming, der Hauptstadt der chinesischen Provinz Yunnan, verbindet.
Die von Frankreich gebaute Eisenbahnstrecke ist einer der ältesten Chinas und gleichzeitig auch die längste Schmalspurbahn des Landes. Sie war bis 1970 die einzige Bahn, welche die Provinz Yunnan im Südwesten Chinas erschloss. Der Betrieb der Strecke war zeitweise eingestellt, die Strecke manchmal durch Kriegshandlungen und Naturgewalten zerstört.
Seit Dezember 2017 verkehren wieder durchgehende Güterzüge Kaiyuan–Hải Phòng. Die Bahn verläuft auf der chinesischen Seite zwischen Kunming und Kaiyuan entlang des Lu-Fluss, der teilweise durch tiefe Schluchten fließt und von der Bahn mehrmals überquert wird. Das schwierige Gelände machte viele Kunstbauten nötig, darunter auch die spektakuläre zwischen steilen Wänden liegende Wujiazhai-Eisenbahnbrücke

## Geschichte

### Vorgeschichte
1885 wurde ein französisch-chinesischer Krieg damit beendet, dass das Chinesische Kaiserreich die Provinz Tonking an Frankreich abtreten und Frankreich auch das Recht einräumen musste, in seinen südlichen Provinzen Eisenbahnstrecken zu errichten. 1887 wurde aufgrund der Ergebnisse zweier Expeditionen nach Yunnan in Paris interministeriell über den Bau einer Eisenbahnstrecke von Tonking nach Kunming beraten, ohne dass das zu einem konkreten Projekt führte. 1897 fanden zwei weitere Expeditionen statt – finanziert zum einen von Unternehmern aus Lyon, zum anderen vom französischen Außenministerium. Danach wurde die Erschließung von Yunnan mit einer Eisenbahn für wirtschaftlich sinnvoll gehalten und als einzig mögliche Trasse für eine Bahnstrecke das Tal des Roten Flusses ausgemacht. Das Projekt spiegelte historisch gewachsene Wirtschaftsbeziehungen wider, die die südliche chinesische Provinz Yunnan und Indochina verbanden. Die französische Regierung stimmte dem Bau der Yunnan-Bahn schnell zu, zumal sich scheinbar ausreichend privates Kapital bereit fand, die Strecke zu finanzieren.
Ein entsprechendes Eisenbahnkonzessionsabkommen mit dem Chinesischen Kaiserreich wurde von Konsul Auguste François 1898 erwirkt und später durch weitere Konventionen ergänzt. Um den imperialistischen Aspekt des Vorhabens – vor allem gegenüber der konkurrierenden Kolonialmacht Großbritannien – zu vertuschen, wurde nur der in Tonking gelegene Abschnitt als Staatsbahn der Kolonie Französisch-Indochina errichtet, der Bau des in China gelegenen Abschnitts dagegen einem privatrechtlich organisierten Konsortium übertragen, das aber ausschließlich aus acht französischen Unternehmen und Banken bestand. Nachdem 1898 erste Kostenschätzungen über 70 Mio. Francs vorlagen, zogen sich die beiden Großbanken Crédit Lyonnais und Banque des Paris et des Pays-Bas (Paribas) aus dem Konsortium zurück.
Um das Projekt zu retten, legte Paul Doumer (1857–1932), seit 1897 Generalgouverneur von Französisch-Indochina und später französischer Staatspräsident, 1898 das Gesamtkonzept eines Eisenbahnnetzes für die Kolonie vor. Es umfasste auch die Yunnan-Bahn. Dem Konsortium versprach er, dass es die Betriebsrechte auf dem in Tonking gelegenen, staatlich errichteten Abschnitt übertragen bekommen werde, wenn es den chinesischen Abschnitt baue. Die Kostenschätzung war inzwischen auf 101 Mio. Francs allein für den in China gelegenen Abschnitt angestiegen. Davon wollte die Kolonie dem Konsortium 88 Mio. Francs vorschießen, die dann aus den Betriebsgewinnen zurückgezahlt werden sollten. Damit wurden die Arbeiten begonnen.

### Bau
Die Kilometrierung der Strecke erfolgt in Vietnam von Hanoi aus: Hanoi ist sowohl für den Streckenast nach Hải Phòng als auch für den an die chinesische Grenze Kilometer 0. Der chinesische Abschnitt der Strecke hat eine eigene Kilometrierung, für den die Grenzbrücke in Lào Cai Kilometer 0 ist.
Der Trasse stellten sich in ihrem südlichen Teil, die die Ebene des Roten Flusses durchmisst, keine nennenswerten Hindernisse in den Weg. Der Bau des 104 km langen Abschnitts Hải Phòng–Hanoi wurde 1900 begonnen und am 1. April 1903 eingeweiht. Zwischen Hanoi und Lào Cai stand der parallel zur geplanten Strecke fließende Rote Fluss als Transportweg für Material und Arbeiter zur Verfügung. Zwei Dampfschiffe und ein Kanonenboot stellten den „motorisierten“ Teil der dafür eingesetzten Schifffahrt dar. Hinzu kamen 50 einheimische Dschunken und 8000 Maultiere und Pferde. Im Abschnitt nördlich der chinesischen Grenze musste die Trasse aber durch topografisch sehr schwieriges Gelände errichtet werden. So waren insgesamt 173 Brücken (davon 107 in China) und 158 Tunnel (davon 155 in China) erforderlich. Die Strecke überwindet auf einer Länge von 855 km (davon 465 km in China) mehr als 2.000 Höhenmeter. Dafür waren Kurvenradien von nur 50 Metern und Steigungen bis zu 30 ‰ erforderlich. Am chinesischen Streckenkilometer 398 erreicht die Bahn mit 2097 m ihren höchsten Punkt. Auch deshalb wurde für sie Meterspur gewählt. Hinzu traten politische Schwierigkeiten: Der Vize-König von Yunnan misstraute dem durch die Bahn wachsenden Einfluss der Europäer in seinem Herrschaftsgebiet und versuchte die Versorgung der Baustellen aus seinem Machtbereich zu verhindern. Dies alles trieb die Kosten des Projekts drastisch in die Höhe: In der nur dünn besiedelten Gebirgsregion wurde so mit Kosten von 192.000 Francs pro Kilometer die teuerste Eisenbahnstrecke Indochinas verlegt.
Eröffnet wurden die folgenden Abschnitte:
- 1. November 1903: Hanoi–Vietri
- 1. Mai 1904: Vietri–Yen-Bay
- 1. Februar 1906: Yen-Bay–Lào Cai

Ein besonderes Ingenieurbauwerk ist die 1907 bis 1908 erbaute Wujiazhai-Eisenbahnbrücke (Wujiazhai tieluqiao) im Autonomen Kreis Pingbian der Miao (屏边县) im chinesischen Streckenkilometer 111. Der umgangssprachliche Name Renziqiao kommt daher, weil die Stahlträger ihrer Konstruktion dem chinesischen Schriftzeichen (zi) für Mensch (ren), 人, ähneln. Die Strecke mündet an beiden Seiten der Brücke unmittelbar in Tunneln, die aus steilen Felswänden austreten. Die Brücke steht seit 2006 auf der Liste der Denkmäler der Volksrepublik China (6-1053).
Mindestens 12.000 der insgesamt 60.000 einheimischen Arbeiter und etwa 80 europäische Mitarbeiter starben während des Baus der Eisenbahn, viele an Malaria. Die Gesamtstrecke wurde am 31. März 1910 eröffnet.
Der Bau der Bahn erwies sich als wesentlich teurer als ursprünglich geschätzt. So musste die Kolonie 1909 weitere 53 Mio. Francs als Zuschuss bereitstellen, damit überhaupt weiter gebaut werden konnte.

## Betrieb

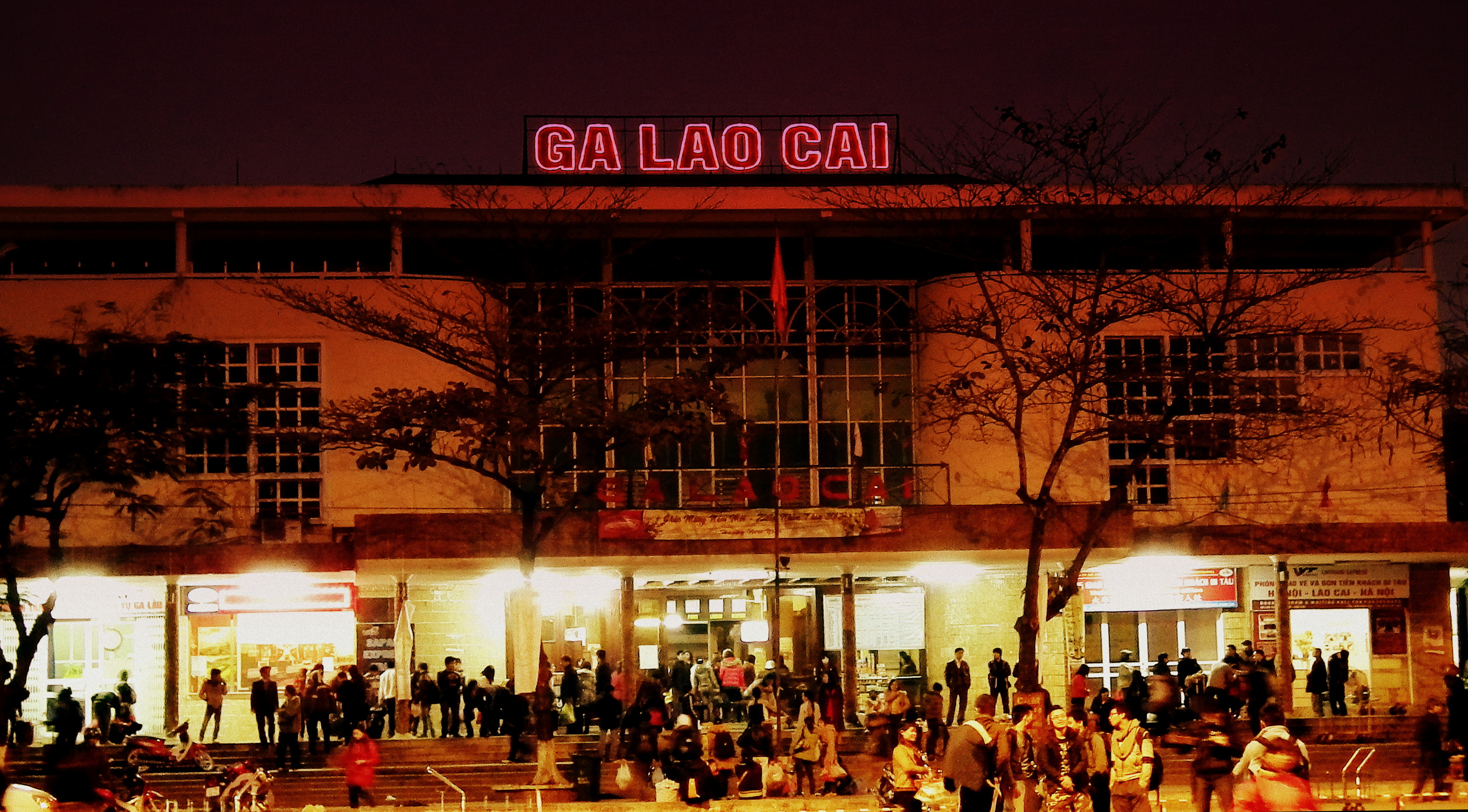
Empfangsgebäude des Bahnhofs Lao Cai

Letztendlich kostete der Bau 167 Mio. Francs, die nahezu ausschließlich durch den Staat aufgebracht wurden. Hinzu kam, dass der in China gelegene Abschnitt ein hohes Betriebsdefizit aufwies, das immer durch die Überschüsse des Abschnitts Hanoi–Hải Phòng ausgeglichen werden musste.

### Chemins de Fer de l’indochine et du Yunnan (CIY)
Die die Strecke betreibende Eisenbahngesellschaft, die Chemins de Fer de l’indochine et du Yunnan (Indochina und Yunnan Eisenbahn), konnte die staatlichen Kredite nur zum Teil zurückzahlen. Deshalb weigerte sich der Staat 1926 auch, die vorgeschlagene Elektrifizierung der Strecke mit zu finanzieren. Die Elektrifizierung war von der CIY erwogen worden, weil die Kohle, die in Yunnan gewonnen wurde, für die Befeuerung der Dampflokomotiven ungeeignet war. Die Lokomotiv-Kohle musste auch für die Strecke in Yunnan über den Hafen von Hải Phòng importiert werden. Ausreichend Kapazität für Wasserkraftwerke dagegen hätte bereitgestanden.
Die CIY hatte ihre Generaldirektion in Hanoi. Der Präsident der Gesellschaft und ein Teil der Zentralverwaltung residierte allerdings in Paris. Die CIY beschäftigte um 1930 etwa 4800 Einheimische und 150–200 französische Mitarbeiter. Die Zahl der Einheimischen stieg bis 1939 auf 11.950 an.

### Eisenbahnbetrieb

#### Anfänge
Der Verkehr auf der Strecke war in den am dichtesten besiedelten Gebieten am stärksten: Die Strecke Hanoi-Hải Phòng wurde mit 10 Zugpaaren am Tag bedient, während zwischen Lào Cai und Kunming nur ein Zug pro Tag verkehrte und dies zudem ein gemischter Zug war. Nördlich von Yen-Bay verkehrten überhaupt nur gemischte Züge. Die durchgehende Fahrt sah so aus: Die Reisenden verließen Hanoi am Morgen. In Yen-Bay wurde ein zweistündiger Aufenthalt für das Mittagessen eingelegt. Am zweiten Tag erreichten sie Kai-Yuen Hier gab es anfangs kein Hotel nur chinesische Herbergen oder großzügige Eisenbahnmitarbeiter, die europäische Fahrgäste bei sich übernachten ließen. Später baute die CIY einen Übernachtungsbungalow, der bei einem japanischen Luftangriff 1940 zerstört wurde. Erst am Abend des dritten Tages erreichten die Reisenden dann Kunming.
Die Signalisierung entlang der Strecke war anfangs rudimentär. Erst zwischen 1930 und 1934 wurde ein modernes, französischen Eisenbahnen entsprechendes Signalsystem installiert. Alle Bahnhöfe bis hinab zu denen der dritten Klasse erhielten Generatoren, um Elektrizität zu erzeugen, die Batterien speisten, die wiederum die Lichtsignale mit Strom versorgten.
Zu Beginn des 20. Jahrhunderts zersetzten sich die politischen Strukturen in China schnell. 1912 wurde die Monarchie gestürzt und die Chinesische Republik ausgerufen. Bald darauf begann ein Bürgerkrieg, in dem regionale Militärführer, „Kriegsherren“, die Macht ausübten – in Yunnan nicht weniger als 12 zwischen 1911 und 1936! Insofern waren die zwischen Frankreich und der Bahngesellschaft einerseits und dem chinesischen Staat andererseits getroffenen Vereinbarungen nur noch von geringem Wert. Die politisch unsichere Situation hielt bis 1938 an. Die Bahngesellschaft musste sich mit den lokalen Machthabern arrangieren, um den Betrieb aufrechtzuerhalten.

#### 1920er und 1930er Jahre
Ursprüngliches Ziel der Bahn war gewesen, die mineralischen Reichtümer der Provinz Yunnan abzutransportieren. Die hohen Baukosten der Strecke und deren Steigungen, die nur kurze Güterzüge zuließen, hatten aber hohe Transportkosten zur Folge. Massengüter ließen sich so kaum zu ökonomisch vertretbaren Preisen transportieren. Steinkohle aus Japan war z. B. in Hanoi billiger als die aus Yunnan importierte. So wurde Opium, das dort in großer Menge und hoher Qualität angebaut wurde, zu einem der wichtigsten Transportgüter auf der Bahn und zur beliebtesten Schmuggelware an der chinesisch/indochinesischen Grenze. Vom gesamten Güterverkehr der Strecke entfielen nur 4–5 % auf den Export von Yunnan nach Indochina oder Übersee. Viel größer war der Umfang des Imports der Provinz Yunnan über den Hafen von Hải Phòng. Als – bürgerkriegsbedingt – die Währung von Yunnan 1927 verfiel, brachte das auch für die Bahn erhebliche Einbußen, gefolgt von der Weltwirtschaftskrise. Es gelang allerdings – abgesehen von den Jahren 1932–1935, gleichwohl immer, eine positive Bilanz zu erwirtschaften. Im Personenverkehr wurden vier Wagenklassen angeboten, wobei die beiden oberen für Europäer, die 3. und 4. Klasse für Einheimische gedacht war.
Zahlreich waren die Überfälle auf Züge in den 1920er Jahren, bei denen es auch Tote gab. Auch wurden Europäer entführt. In einem Fall wurden 1929 Waggon-Ladungen von Opium als Lösegeld gefordert. Ein weiterer Höhepunkt dieser Überfälle waren die Jahre 1935/1936, als die chinesische Regierung die kommunistischen Partisanen aus Yunnan vertrieb, später euphemistisch als „Langer Marsch“ bezeichnet. Während dieser Zeit kam es zu zahlreichen Überfällen auf Züge.
1935 wurde für zahlungskräftige Reisende eine Expressverbindung zwischen Hanoi und Kunming eingerichtet – ausschließlich für Reisende der 1. Klasse Von Hanoi fuhr um 20:30 Uhr ein Nachtzug mit Schlafwagen 1. Klasse nach Lào Cai (an: 5:45 Uhr). Von dort verkehrte um 6:05 Uhr eine Micheline nach Kunming, die dort um 18:42 Uhr ankam und ebenfalls nur die 1. Klasse führte. Der Verbindung war kein großer wirtschaftlicher Erfolg beschieden: Sie war wegen der Kapazität der Micheline auf 15 Plätze beschränkt, gleichwohl aber nur zu 40 % ausgelastet. Fahrkarten für die faktisch für Europäer reservierte 1. Klasse machten sowieso nur einen winzigen Bruchteil des Geschäfts aus: Etwa 1,6 ‰ der ausgegebenen Fahrkarten. Insgesamt verdoppelte sich die Zahl aller Reisenden knapp zwischen 1913 und 1937 von 2,3 Mio. (121.000 davon durchfuhren die Gesamtstrecke) auf 4,4 Mio. (214.000 davon durchfuhren die Gesamtstrecke).
Etwa ab 1930 setzte in Tonking die Konkurrenz des Straßenverkehrs ein. Die Bahn reagierte darauf, indem sie die Rückfahrkarten in der 4. Klasse verbilligte und zusätzliche Halte in der Nähe von Dörfern entlang der Strecke errichtete. In Yunnan dagegen, wo es kaum Straßen gab, behielt sie ihr Monopol. Ende der 1930er Jahre wurde in Kunming ein Flugplatz eingerichtet. Die Wetterverhältnisse in dem Gebiet, Nebel und Wolken in den Bergen, machten die Verbindung aber sehr unzuverlässig und die geringe Kapazität und die hohen Preise des damaligen Flugverkehrs, ließen daraus keine wirkliche Konkurrenz für die Eisenbahn entstehen.

#### Japanisch-chinesischer Krieg und Zweiter Weltkrieg
Als das Kaiserreich Japan 1937 die Chinesische Republik überfiel, konnte es relativ schnell den Norden des Landes und die Hafenstädte an der Küste erobern. Die chinesische Regierung unter Chiang Kai-shek musste sich ins südliche Landesinnere zurückziehen. Der einzige einigermaßen leistungsfähige Transportweg aus Übersee dorthin war die Yunnan-Bahn und die republikanisch-demokratische französische Regierung stand in dem Konflikt auf Seiten der chinesischen Regierung – auch wenn offiziell Neutralität proklamiert wurde. Die chinesische Regierung importierte nun ihren Bedarf über den Hafen von Hải Phòng. Statt 7 Güterzüge die Woche verkehrten nun bis zu 150 über die Grenze und verstopften die Strecke in ungekanntem Ausmaß. Im Juni 1940 wurden je 25.000 Tonnen Fracht in beide Richtungen befördert. Die CIY nutzte die Notlage der Chinesen und ihre Monopolstellung: Sie erhöhte die Frachttarife um das fünf- bis sechsfache und verdiente gut an der Situation. Von 1937 auf 1938 stieg der Gewinn der CIY um 55 % und von 1937 bis 1939 die Zahl der beförderten Güterwagen um über 142 %.
Die Unterstützung der französischen für die chinesische Regierung war selbstverständlich ein Grund für die Japaner, die Bahnstrecke anzugreifen. Das konnte zunächst nur aus der Luft geschehen. Ab Sommer 1939 kam es wiederholt zu Luftangriffen – zunächst aber nur mit begrenzter Wirkung: Die Anflugwege waren lang und die Bahn verlief über lange Strecken in engen Tälern, was sie vor Luftangriffen schützte. Am 1. Februar 1940 griffen die Japaner in zwei Angriffswellen mit 50 Bombern eine Brücke bei Kilometer 235 an, deren Stahlgitterfachwerk dabei zum Einsturz gebracht wurde. Dabei wurde auch ein Zug getroffen, der gerade auf die Brücke auffuhr. 85 Menschen starben, 120 wurden darüber hinaus verletzt.
Eine Hilfsbrücke wurde errichtet. Aber es dauerte bis zum Mai 1940, um den Verkehr in vollem Umfang wieder aufzunehmen – aber nur für kurze Zeit. Mit der Kapitulation Frankreichs gegenüber dem Deutschen Reich im Zweiten Weltkrieg am 22./25. Juni 1940 stand die französische Kolonialarmee in Indochina ohne Rückhalt da und geriet sofort unter massiven japanischen Druck, jedwelche Lieferung an deren chinesische Kriegsgegner einzustellen. Auf Empfehlung der indochinesischen Kolonialregierung zog die CIY vom 23. Juni 1940 an schnellstmöglich alle Fahrzeuge aus dem chinesischen Teil nach Indochina ab. Am 28. Juni 1940 wurde der grenzüberschreitende Verkehr unter dem Druck der Japaner unterbrochen. Am 9. September 1940 verkehrte der letzte Zug unter Regie der CIY im chinesischen Abschnitt. Da für die Chinesen nun die Yunnan-Bahn als potentielles Einfallstor der Japaner von Süden her erschien, sprengten am 17. September 1940 chinesische Pioniere die Grenzbrücke und andere Ingenieurbauten im südlichen Teil des chinesischen Streckenabschnitts. Der in China gelegene Abschnitt wurde von chinesischer Seite teilweise provisorisch weiter betrieben, teilweise wurde die Strecke für den Versuch demontiert, eine Bahnstrecke von Kunming in das (noch) britische Burma zu errichten. Zum 1. August 1943 beschlagnahmte die chinesische Regierung dann die Strecke. Das verbliebene Personal der CIY wurde durch Chinesen ersetzt.
Im Abschnitt Hanoi–Lào Cai sank nach diesen Ereignissen der Verkehrsbedarf drastisch. Nun verkehrten lediglich noch zwei Züge nach Norden und von diesen nur noch einer bis zum jetzigen Endbahnhof Lào Cai. Dagegen sah der Streckenabschnitt Hải Phòng–Hanoi weiter starken Verkehr, da die Straße aufgrund von Treibstoff- und Reifenmangel keine große Konkurrenz darstellte.

#### Chinesischer Abschnitt

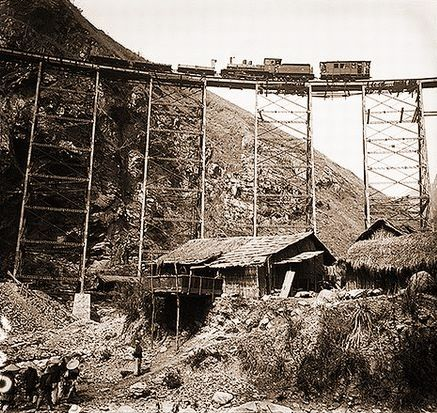
Erster Zug auf der Baizhai-Brücke (km 83 des chinesischen Abschnitts), 30. März 1908

Nach dem Ende des Zweiten Weltkriegs kam es zu einem Vertrag zwischen Frankreich und der national-chinesischen Regierung. Sie sah eine binationale, gemeinsame Verwaltung des chinesischen Streckenteils vor, sowie einen chinesischen Zollfreihafen in Hải Phòng. Faktisch wurde das aber nicht mehr umgesetzt: Es gelang nicht, die Strecke wieder betriebsfähig herzustellen, bevor sich die Chinesische Volksbefreiungsarmee 1949 auch in Yunnan durchsetzte. Die Regierung der Volksrepublik China erkannte keine der bestehenden Verträge an und verstaatlichte den chinesischen Streckenteil faktisch, der nach den Kriegszerstörungen aber nicht mehr befahrbar war.
Im Anschluss an die 600-mm-Bahnstrecke Bisezhai–Shiping war von lokalen Kräften die Yunnan-Bahn von Bisezhai bis Hekou mit einem 600-mm-Gleis belegt und betrieben worden. 1955 entschloss sich die Volksrepublik China zum Wiederaufbau der gesamten Strecke in Meterspur, weil nun in Nordvietnam eine verbündete Regierung die Macht übernommen hatte. Der Wiederaufbau der Strecke wurde in nur eineinhalb Jahren erreicht. Bereits 1957 konnte die durchgehende Verbindung in Betrieb genommen werden. Dies blieb allerdings ein Inselbetrieb bis 1970 die normalspurige Strecke aus dem Netz der Chinesischen Eisenbahn Kunming erreichte. Der Endbahnhof der Meterspurbahn wurde deshalb zum Bahnhof der normalspurigen Bahn in den Norden der Stadt verlegt.
1979 wurde der grenzüberschreitende Verkehr erneut unterbrochen, als die Spannungen zwischen Vietnam und China zu einem Grenzkrieg eskalierten. Der chinesischen Streckenabschnitts war schlecht gegen Steinschlag und Murgänge geschützt, sodass die Strecke 2003 aus Sicherheitsgründen eingestellt wurde, einzig der Abschnitt Kunming Nord–Wangjiaying West blieb in Betrieb. Er bildete zusammen mit dem Abschnitt Kunming Nord–Shizui der ehemaligen Burma-Bahn eine 37 km lange Durchmesserlinie in Kunming, die dem Nahverkehr diente. Die Züge verkehrten mit DFH-Dieselloks aus der Lokomotivfabrik in Sifang, Tsingtau und erreichten 50 km/h. Der Verkehr wurde bis 2017 aufrechterhalten, danach mussten die Gleise dem Bau der Linie 4 der U-Bahn Kunming weichen.
Der Güterverkehr erhielt in den 2000er-Jahren Konkurrenz durch die auf den neuen Autobahnen verkehrenden LKWs, sodass er 2004 erstmals in der Geschichte der Bahn zurückging, obschon aufgrund der fehlenden Reisezüge mehr Kapazität auf der Strecke zur Verfügung gestanden hätte. Mit der Eröffnung der Normalspurbahn Kunming–Yuxi–Hekou ging der Verkehr weiter zurück. Der Bahntransport war zwar nach wie vor kostengünstiger als der Straßentransport, aber oft terminlich unberechenbar. Es verkehrten Güterzüge mit zwei Diesellokomotiven und zehn Wagen, die Zusammen 310 t Fracht transportieren konnten. Der Betrieb der Bahn war hochdefizitär, wurde aber vor allem für die lokale Landwirtschaft aufrechterhalten, trotzdem wurden mehr und mehr Bahnhöfe geschlossen. Beim hundertjährigen Jubiläum der Bahn im Jahr 2010 wurde aber deren kulturhistorischer und touristischer Wert erkannt.
Seit Dezember 2017 verkehren wieder durchgehende Güterzüge Kaiyuan–Hải Phòng. Jeder Zug transportiert in 16 Wagen 500 t Dünger zum vietnamesischen Hafen. Auf dem Rückweg wird Schwefel und Zinkerz nach China gebracht. Der Zug benötigt für ein Weg 29 Stunden, den Grenzaufenthalt nicht eingerechnet.
Im Juli 2018 wurde zwischen Kaiyuan Nord und Data der Personenverkehr wieder aufgenommen, der neue zusätzliche Haltestellen bedient. Das Angebot mit vier täglichen Zugpaaren richtet sich auch an Touristen.

#### Vietnamesische Abschnitte

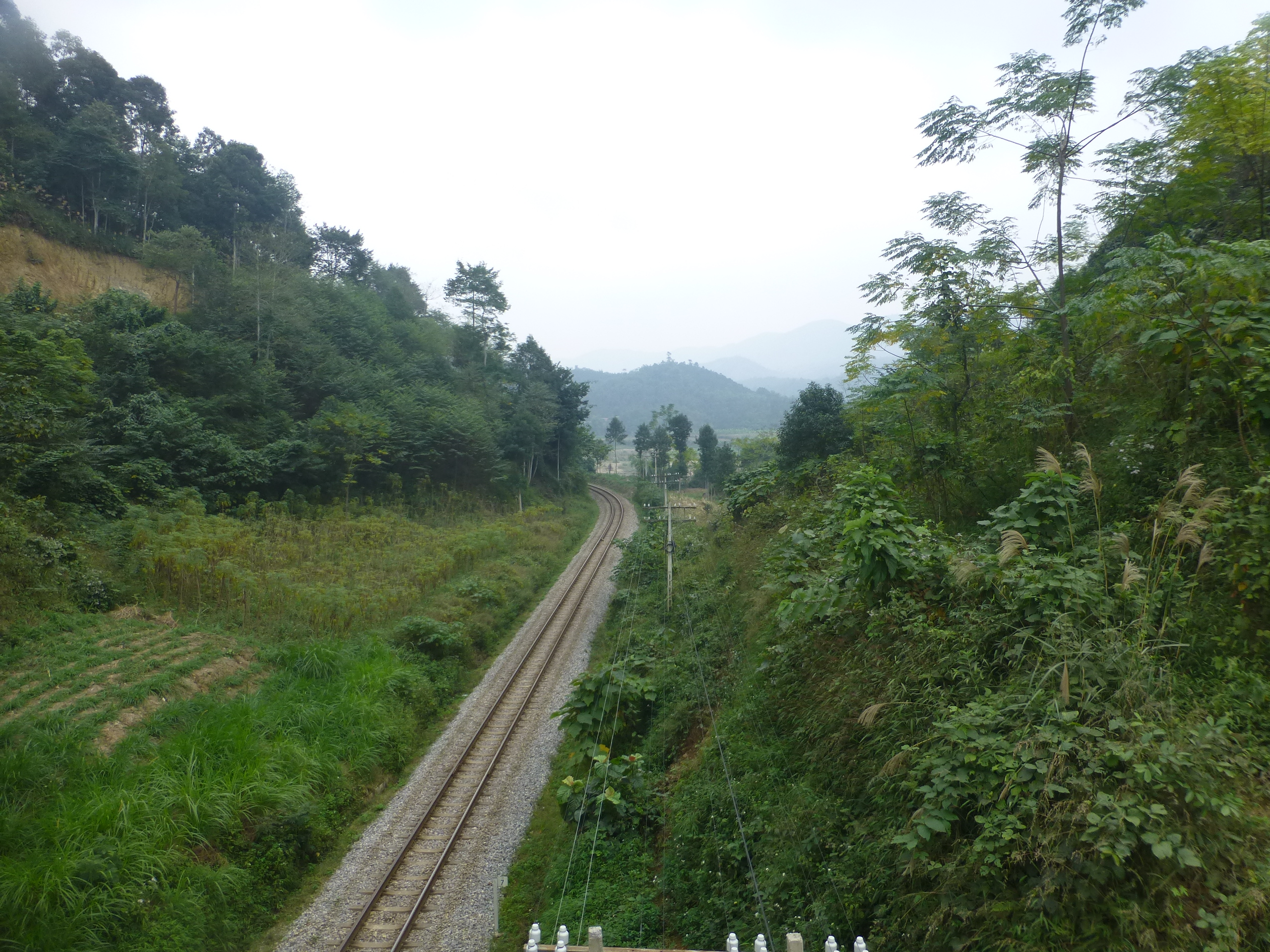
Bahnstrecke Hà Nội–Lào Cai, Trì Quang (2016)

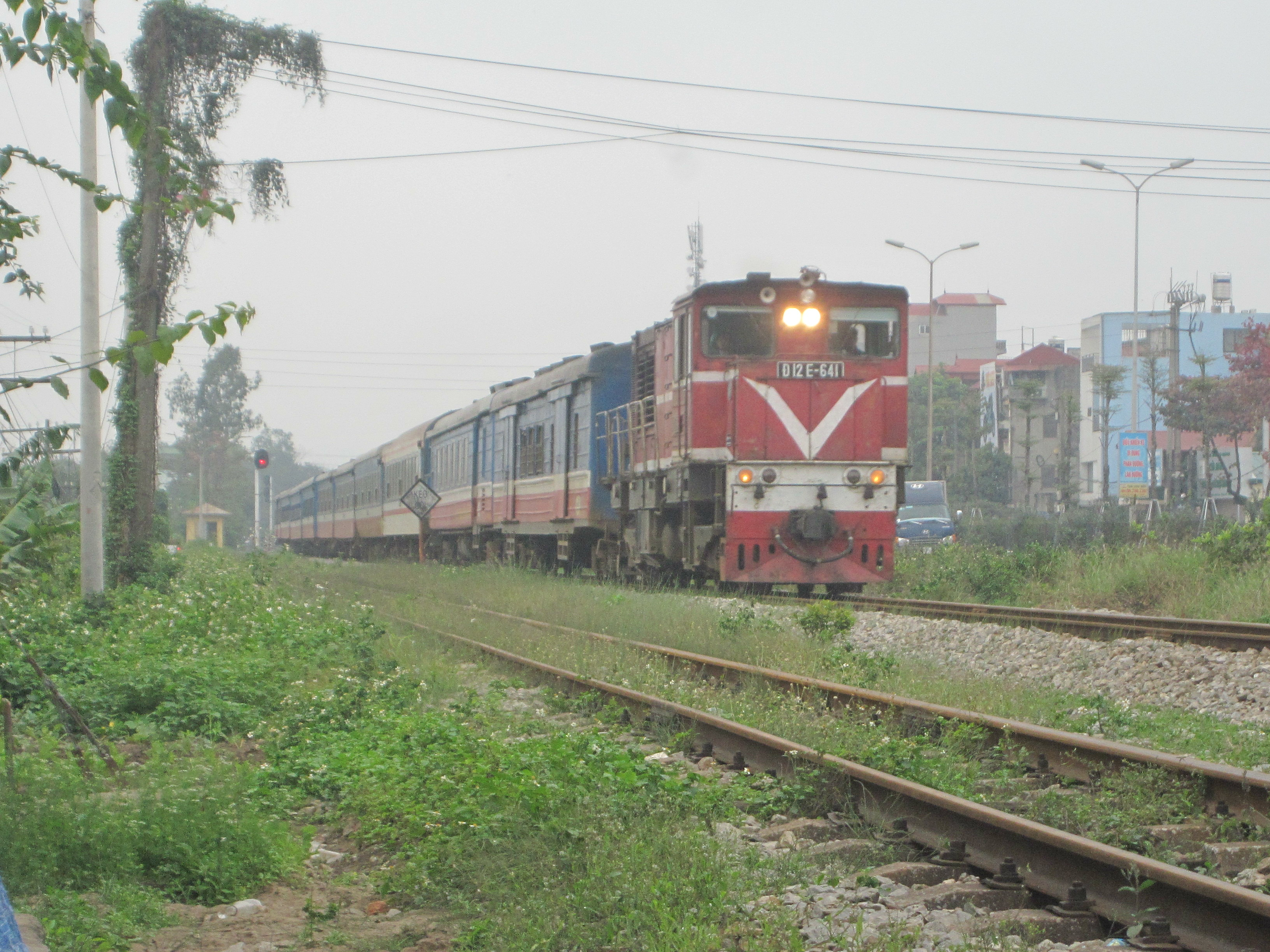
Bahnstrecke Hà Nội–Hải Phòng (2019)

In Vietnam ging der nationalistische Widerstand gegen die Japaner fließend in den gegen die Kolonialmacht über, die nach der Niederlage der Japaner versuchte, den Vorkriegszustand wiederherzustellen. Dabei wurde die Infrastruktur des Streckenabschnitts zur chinesischen Grenze umfangreich geplündert und auf den Streckenabschnitt nach Hải Phòng zahlreiche Anschläge verübt. Nur noch drei Zugpaare konnten im Personenverkehr auf diesem Abschnitt pro Tag verkehren. Der durch die Kriegseinwirkungen bereits stark dezimierte Fahrzeugpark erlitt weitere Verluste.
Zum 1. Januar 1947 wurde die CIY mit der Staatsbahn verschmolzen, die Gesellschaft 1967 auch juristisch aufgelöst. Die Anschläge gingen weiter und hielten bis zum Abzug der Franzosen nach dem Übereinkommen von Genf im Oktober 1954 an. Die nordvietnamesische Regierung begann sofort, die Strecke zwischen Hanoi und der chinesischen Grenze, die sie mit der verbündeten Volksrepublik China verband, wieder in Stand zu setzen. Gleiches geschah auf chinesischer Seite. Die dafür zur Verfügung stehenden Mittel waren die französischen Ressourcen und Techniken.
Nur ein Jahrzehnt später traf mit dem Vietnamkrieg der nächste Krieg die Infrastruktur der Strecke – vor allem den Abschnitt Hanoi–Hải Phòng: Am 11. August 1967 fand ein massiver Luftangriff der USA statt, bei dem drei Eisenbahnbrücken zerstört wurden. Die Nordvietnamesen benötigten sieben Wochen, bevor Züge auf provisorischen Brücken die Strecke wieder durchgehend befahren konnten. Sofort folgte im Oktober ein weiterer Luftangriff, dessen Zerstörungen zu beheben acht Wochen dauerte, worauf im Dezember ein dritter Angriff folgte. Nun wichen die Nordvietnamesen auf Flussbarken aus, um den Transport zwischen Hải Phòng und Hanoi aufrechtzuerhalten.
Heute fahren im Abschnitt  Hà Nội täglich ein Tagesreisezug und drei Nachtreisezüge, die auch privat betriebene Schlafwagen mit verbessertem Service führen und dem touristischen Verkehr nach Sa Pa dienen. Im Abschnitt Hà Nội–Hải Phòng verkehren vier Tagesreisezüge.

## Normalspurstrecke Kunming–Yuxi–Hekou
Die 388 Kilometer lange Bahnstrecke Kunming–Yuxi–Hekou wurde in Normalspur (1435 mm) gebaut. Die Strecke zwischen Kunming und Yuxi ist für eine Höchstgeschwindigkeit von 200 km/h ausgebaut, auf dem restlichen Abschnitt für 140 km/h. Der 106 Kilometer lange Abschnitt von Kunming nach Yuxi wurde 1993 eröffnet und von 2014 bis 2016 zur Hochgeschwindigkeitsstrecke ertüchtigt. Der 141 Kilometer lange Abschnitt von Yuxi nach Mengzi wurde im Februar 2013, der 141 Kilometer lange Abschnitt von Mengzi nach Hekou im Dezember 2014 eröffnet. Seit Dezember 2021 ist der Kunming–Yuxi–Abschnitt Bestandteil der China-Laos-Eisenbahn. Am Bahnhof Hekou Nord nahe der Grenze endet die Normalspurstrecke. Hier befindet sich der Übergang zur Meterspur Strecke, die über den Grenzfluss Nanxi He nach Lào Cai in Vietnam führt.

Galerie
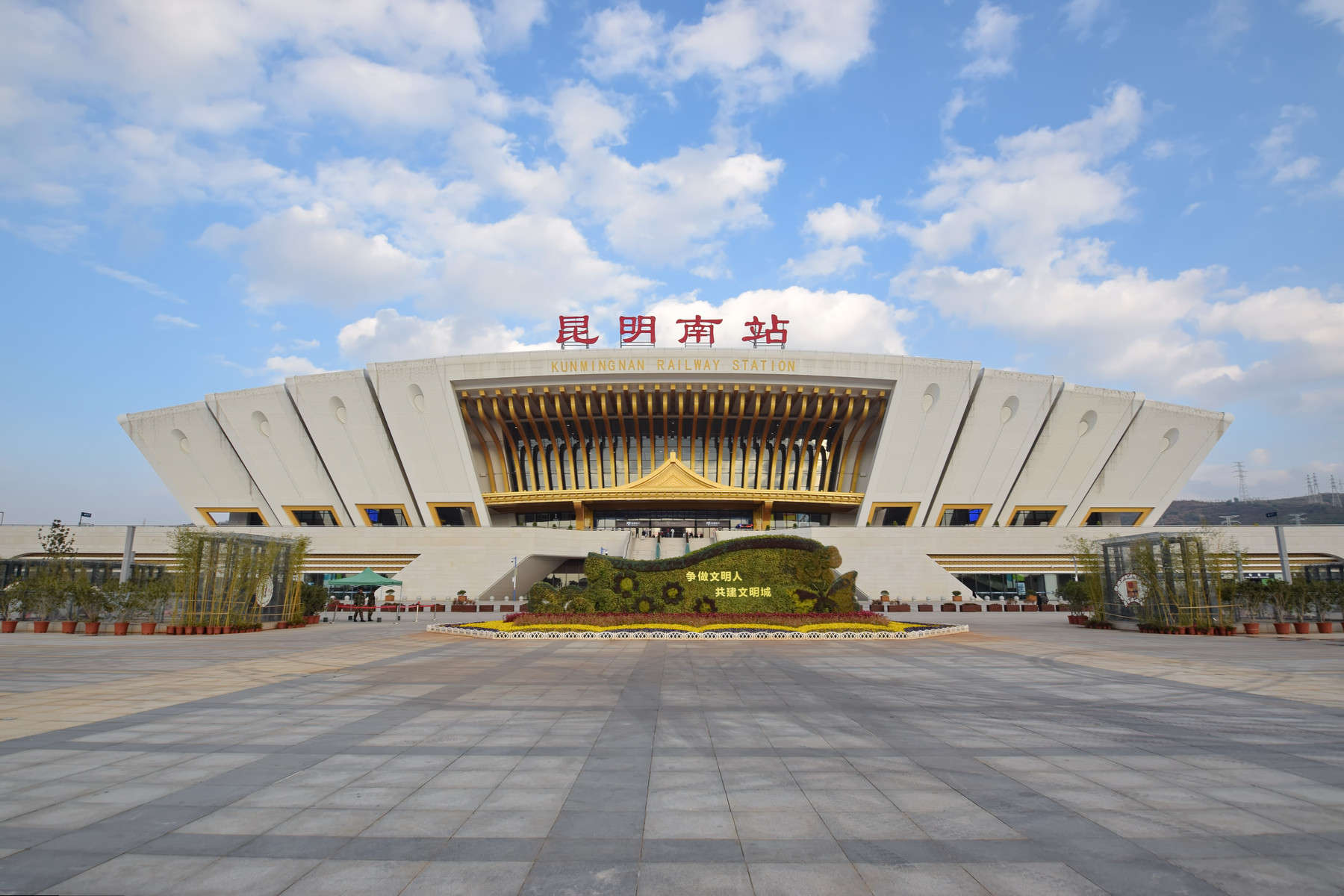
Südbahnhof Kunming (2017)
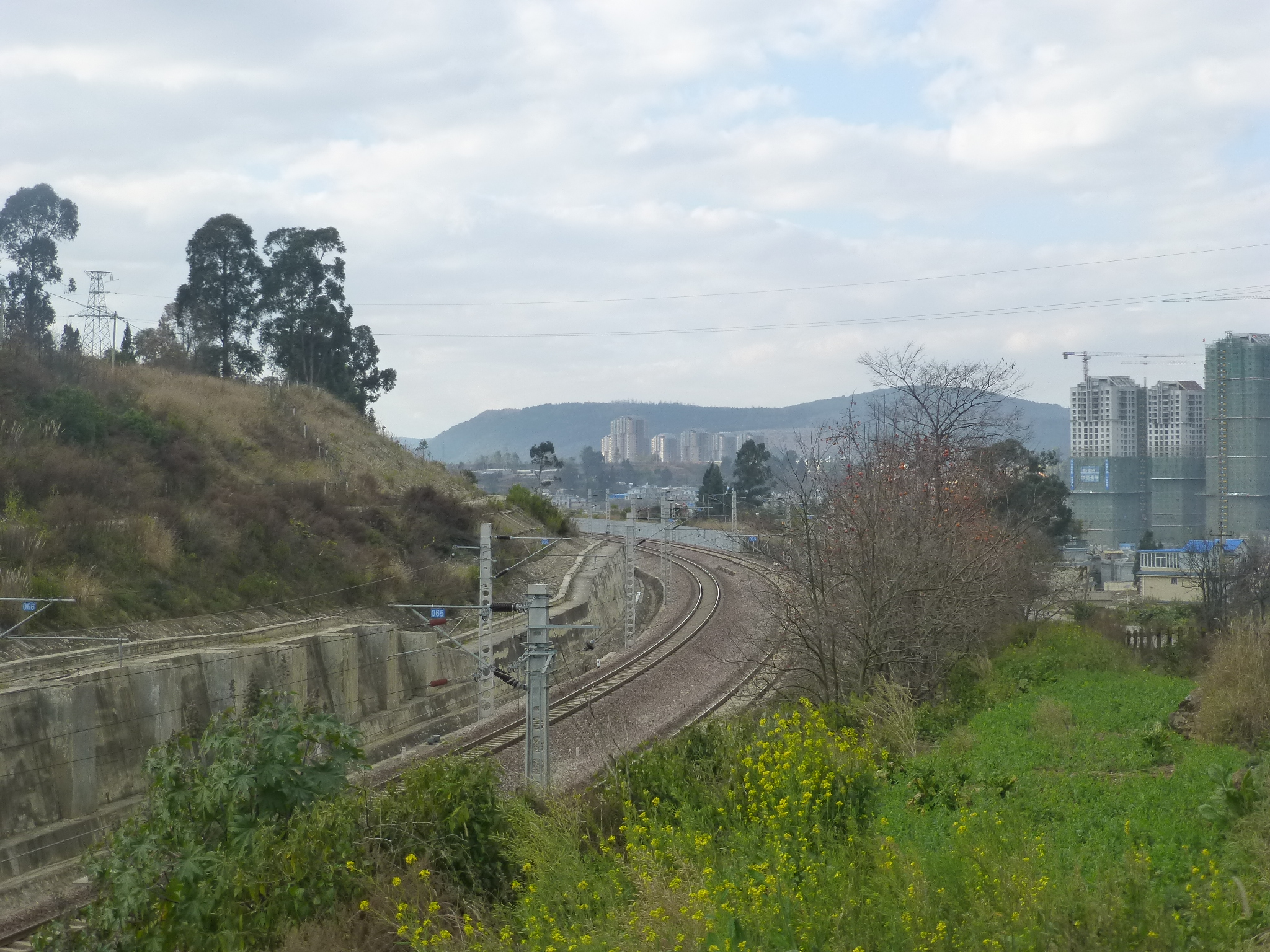
Bahnstrecke Kunming–Yuxi in Haikou Subdistrict, Xishan
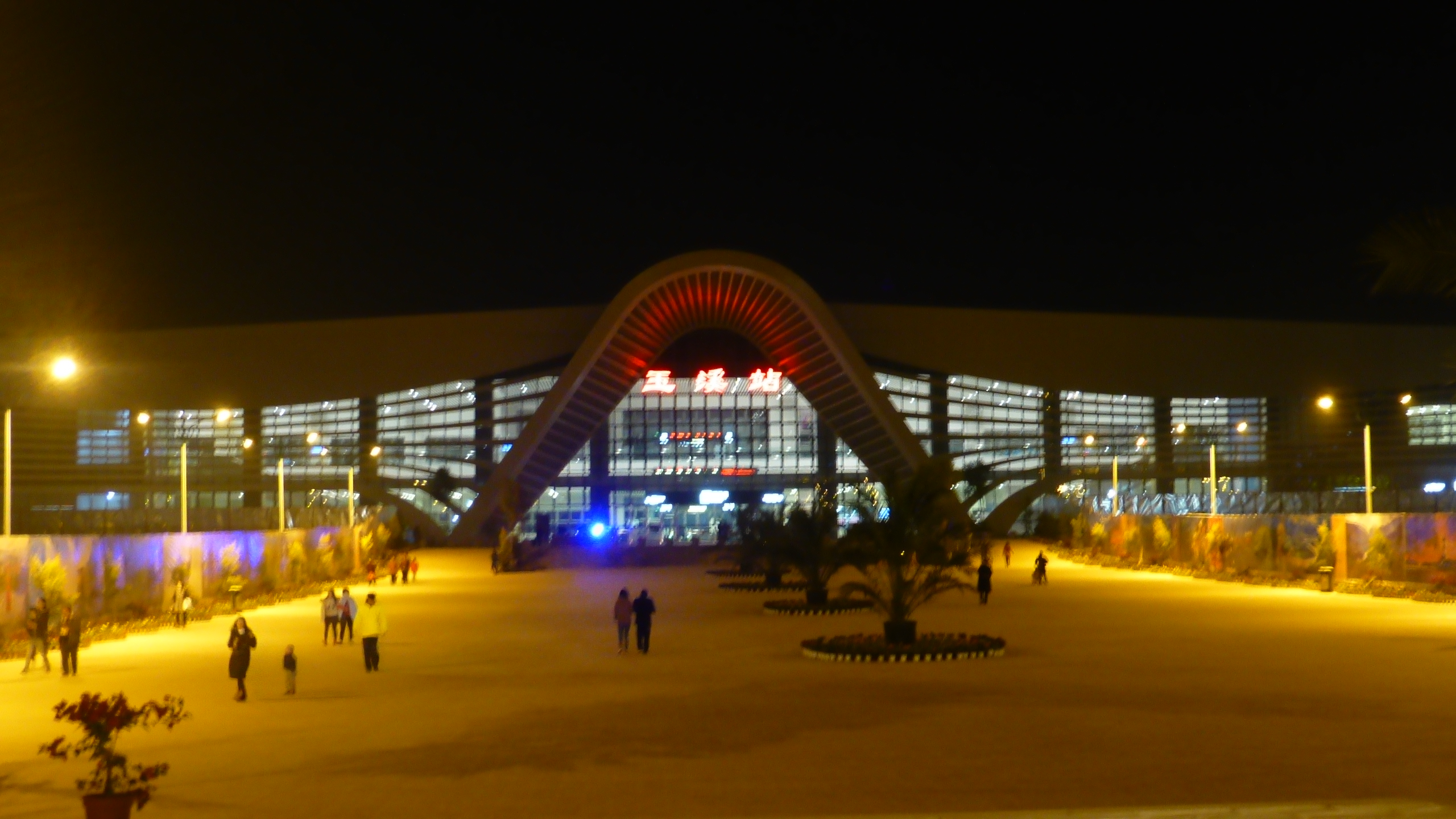
Bahnhof Yuxi (2016)
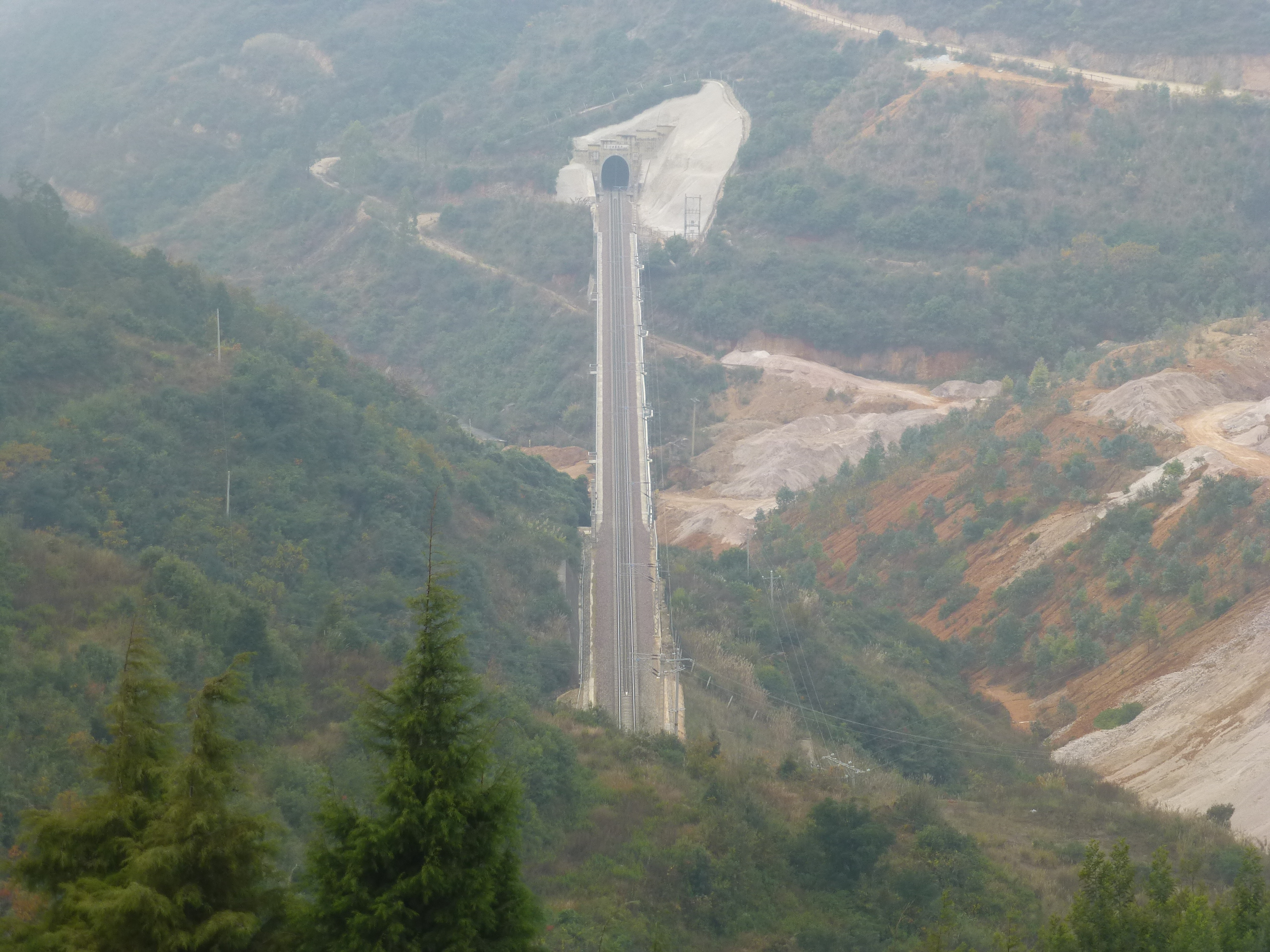
Xiaoxingzhai Tunnel zwischen Yuxi und Tonghai
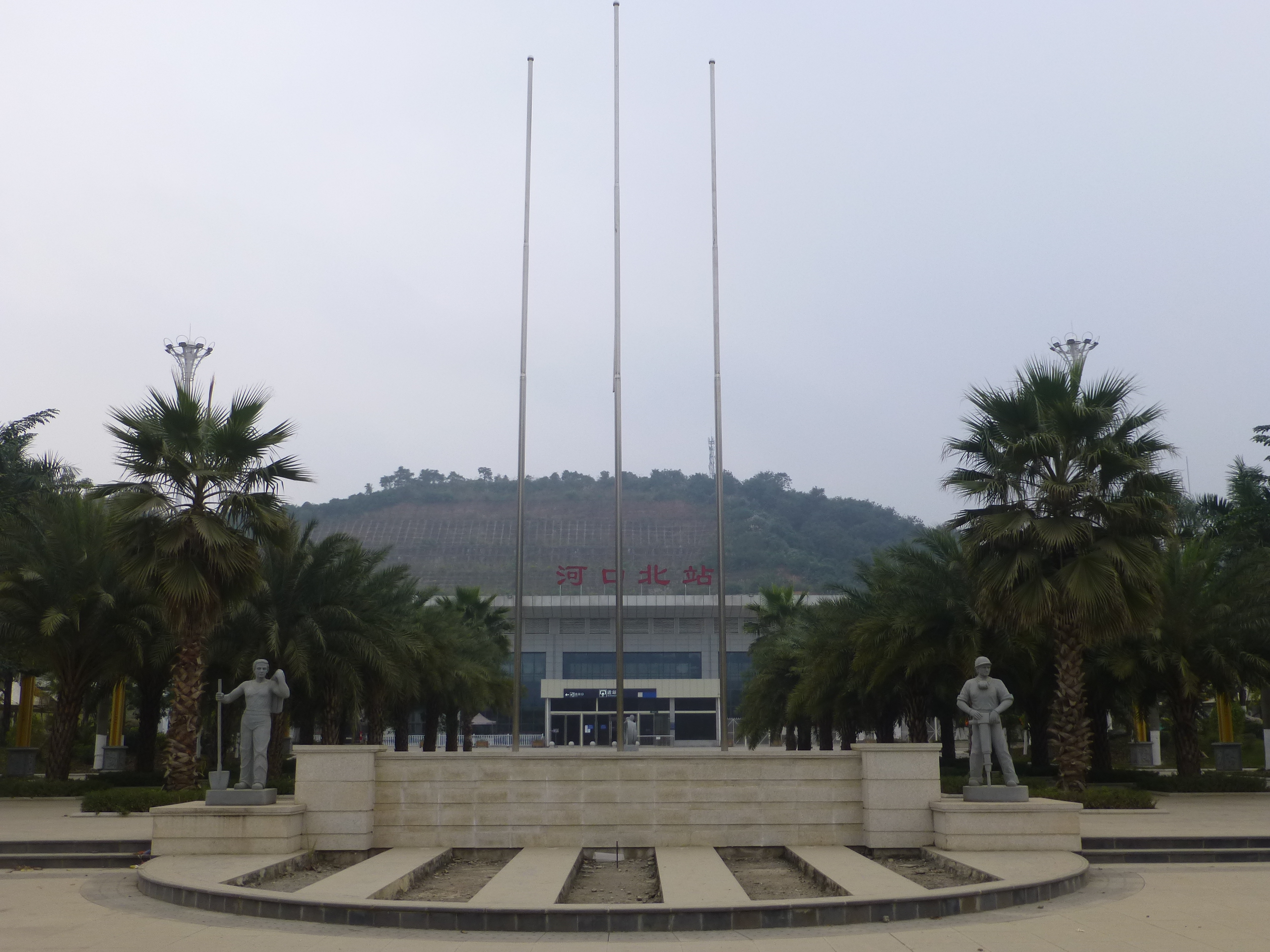
Nordbahnhof in Hekou (2016)

## Schnellfahrstrecke Mile–Mengzi
Mengzi wird mit einer neuen Schnellfahrstrecke erschlossen. Diese Strecke zweigt bei Mile⊙ von der Schnellfahrstrecke Nanning–Kunming ab und führt südlich über Kaiyuan nach Mengzi, wo sie Anschluss an die Normalspurstrecke Kunming–Yuxi–Hekou hat. Die 107 Kilometer lange Neubaustrecke wird für eine Geschwindigkeit von 250 km/h ausgelegt. Der Bau begann im Mai 2018, die Fertigstellung ist für 2024[veraltet] geplant.

## Filme
- Die Yunnan-Bahn. 1. Teil: Von Hải Phòng nach Hekou. 2. Teil: Von Hekou nach Kunming. Dokumentarfilm, VR China, Vietnam, Deutschland, 2008, je 43 Min., Buch und Regie: Ingmar Trost, Produktion: Florianfilm, Shanghai Media Group (SMG), ZDF, arte, Erstsendung: 16. April 2009 bei arte, Inhaltsangabe von arte.
- Christian-Jacque: Les Pirates du Rail. 1938 [Die Außenaufnahmen wurden allerdings in der Provence gedreht].[47]